# Gaspésie
Cet article concerne la péninsule. Pour l'article sur la région administrative, voir Gaspésie–Îles-de-la-Madeleine. Pour les autres significations, voir Gaspésie (homonymie).

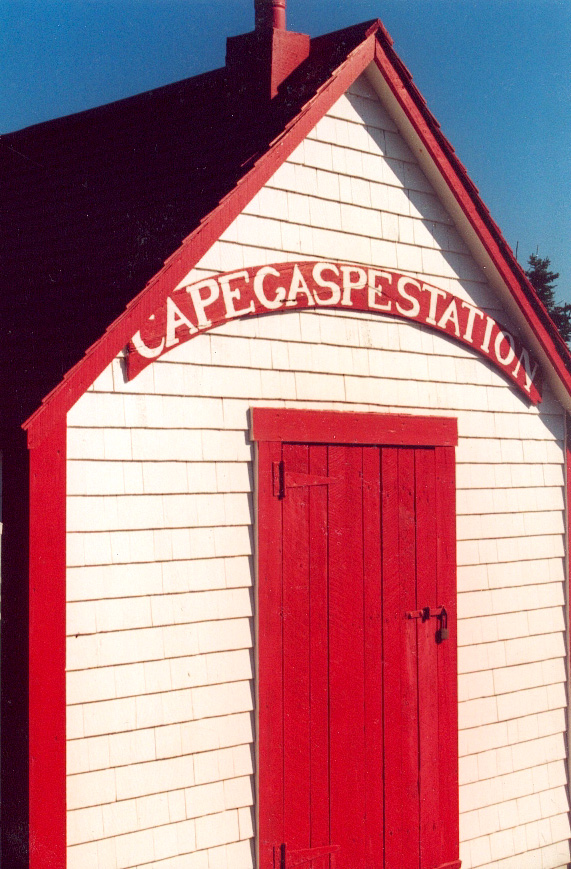
Cap Gaspé Station, « la fin des terres ».

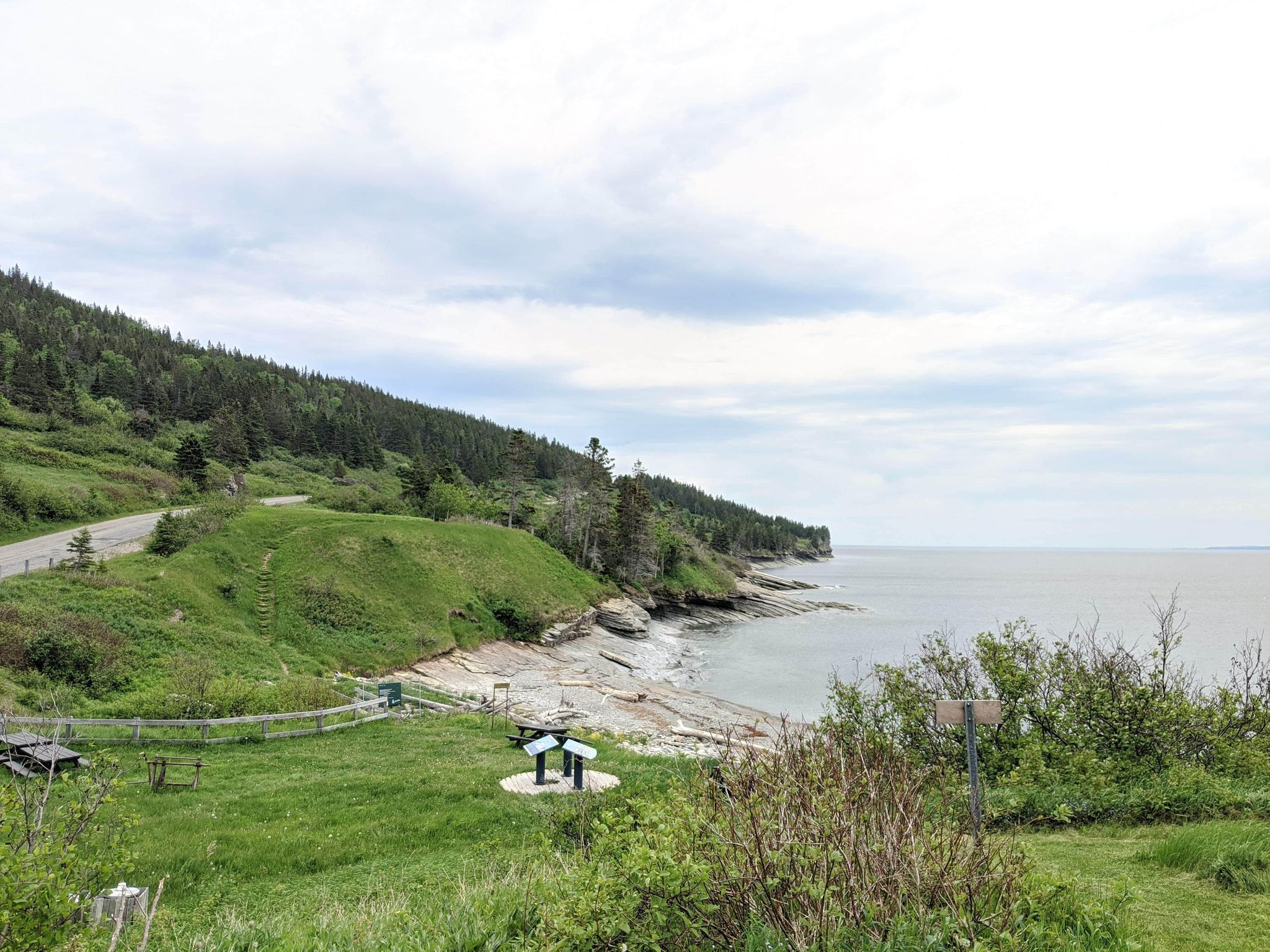

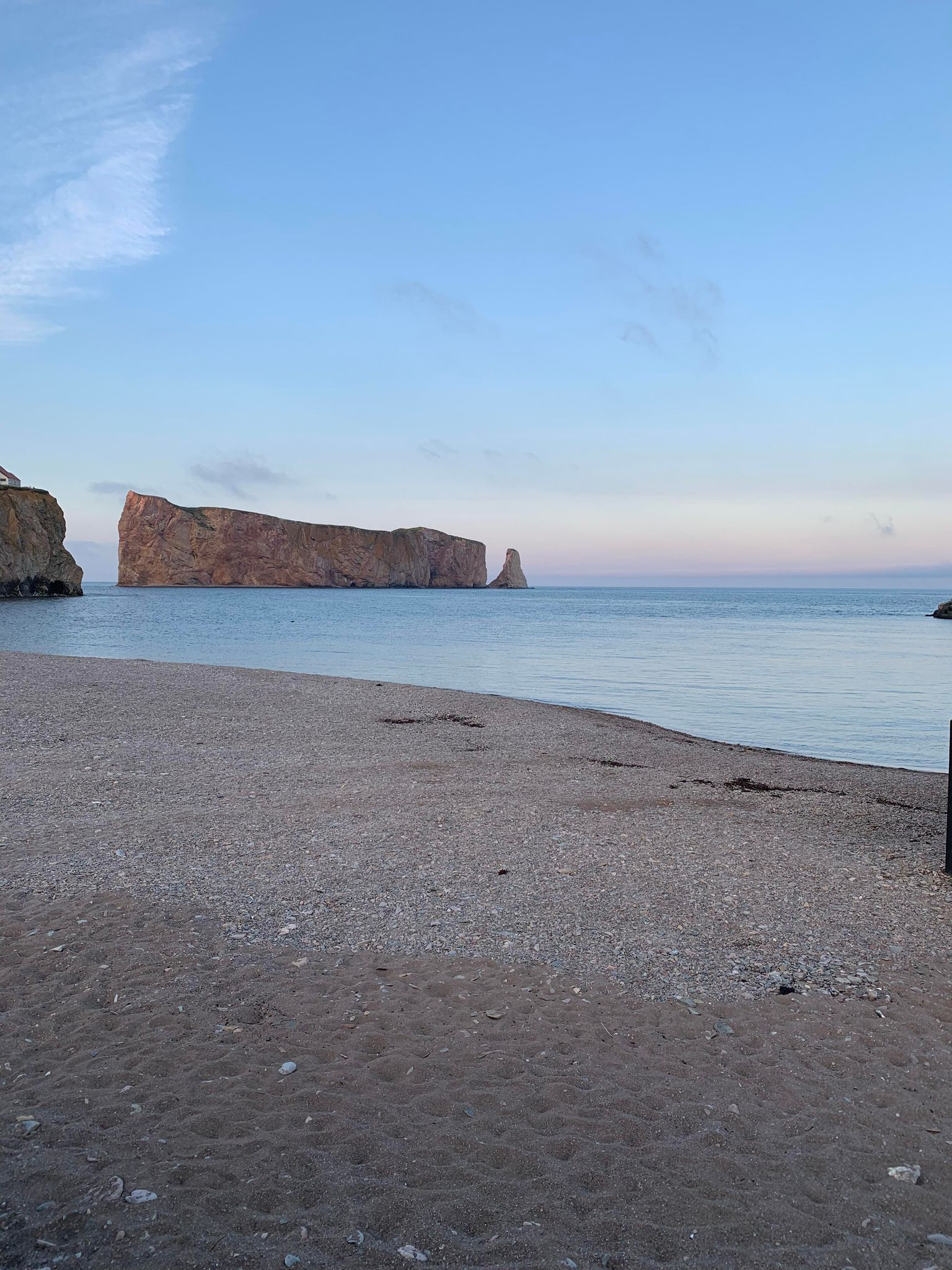
Le Rocher.

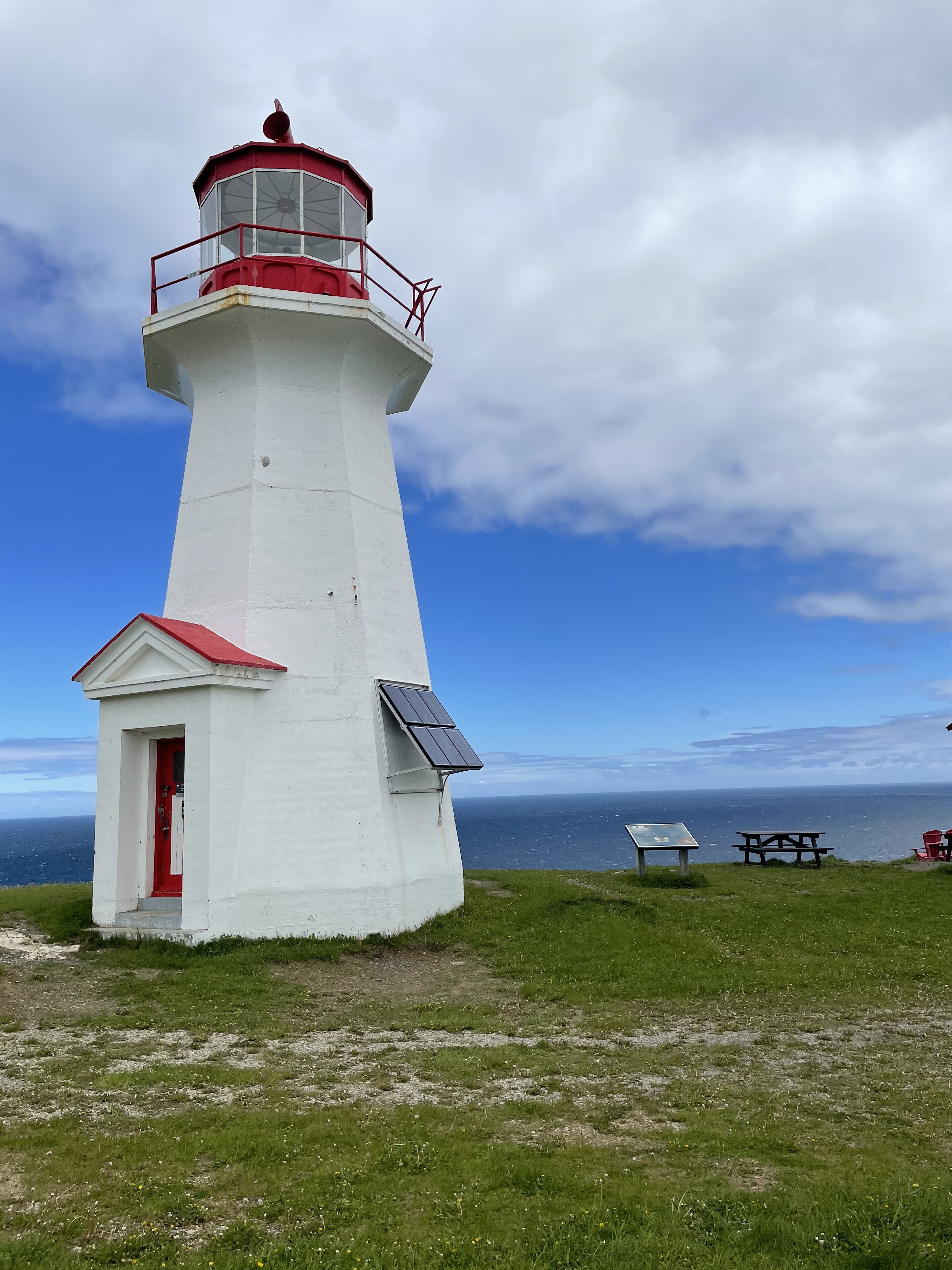
Phare de Cap Gaspé - Parc national Forillon.

La Gaspésie est une péninsule située au centre-est du Québec, à l'est de la vallée de la Matapédia, et entourée des eaux de l'estuaire du fleuve Saint-Laurent au nord, du golfe du St-Laurent à l'est et de la baie des Chaleurs au sud. Le nom de Gaspésie est un dérivé du mot Gaspé qui est un dérivé du terme micmac Gespeg signifiant « fin des terres ».
La péninsule gaspésienne fut le berceau du Canada lors du débarquement de Jacques Cartier en 1534. Quelque deux cents ans plus tard, en 1760, au fond de la baie des Chaleurs, eut lieu la bataille de la Ristigouche lors de la Guerre de Sept Ans entre la France et le Royaume-Uni qui confirma la supériorité maritime des Britanniques.
Tour à tour terre d’accueil pour les Micmacs, Acadiens, pêcheurs jersiais et normands, basques, bretons, émigrés irlandais, écossais, anglais, belges et les migrations des canadiens-français, la Gaspésie conserve encore aujourd'hui la marque de ces différents mouvements de populations, tant par ses toponymes évocateurs que par les différents accents pittoresques qui se succèdent d’un village à l’autre.

## Géographie
La superficie de la Gaspésie (région touristique) est similaire à celle de la Belgique avec ses 30 341 km2[réf. souhaitée]. Sa population est d'environ 135 000 habitants,. La péninsule est bordée au nord par l'estuaire du fleuve Saint-Laurent, au sud par la baie des Chaleurs et à l'est par le golfe du Saint-Laurent. Elle englobe l'ensemble de la Gaspésie administrative (Gaspésie–Îles-de-la-Madeleine) et une partie de la région administrative du Bas-Saint-Laurent.
Cette région commence à Sainte-Flavie, où la route 132 se sépare en deux pour former une boucle itinérante d'environ 885 km. C'est à ce point précis qu'il faut choisir entre l'itinéraire du sud et celui du nord.
Ce vaste territoire est divisé en cinq régions naturelles : la Côte (partie est de La Mitis et La Matanie), la Haute-Gaspésie, la Pointe (La Côte-de-Gaspé et le Rocher-Percé), la Baie-des-Chaleurs et la Vallée de la Matapédia. La côte située au nord est beaucoup plus abrupte que celle du sud, ce qui a favorisé l'occupation humaine et ses activités dans le sud de la Gaspésie.

### Les régions de la Gaspésie

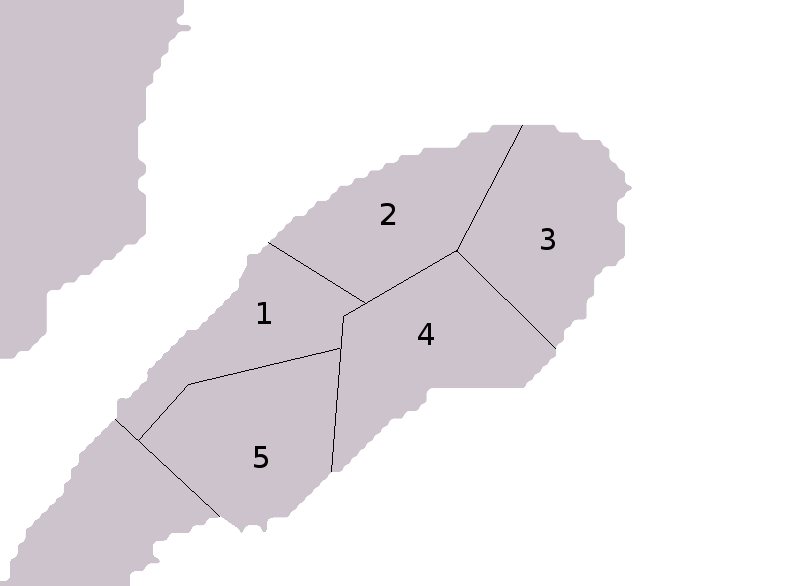
Les régions naturelles de la Gaspésie :
1- la Côte ;
2- la Haute-Gaspésie ;
3- la Pointe ;
4- la Baie-des-Chaleurs ;
5- la Vallée.

La Gaspésie est constituée de cinq régions naturelles et touristiques.
Au nord, bordée par le golfe du Saint-Laurent, la Gaspésie comprend La Côte, La Haute-Gaspésie et une partie de la Pointe.
Au sud, bordée par la baie des Chaleurs, on retrouve une partie de la Pointe, La Baie-des-Chaleurs et la vallée de la Matapédia.
La région touristique de la Gaspésie s'étend sur le territoire de deux régions administratives et leurs municipalités régionales de comté :
- Bas-Saint-Laurent; La Mitis, La Matanie et La Matapédia ;
- Gaspésie-Îles-de-la-Madeleine (qui rattache administrativement les Îles-de-la-Madeleine), divisées en six municipalités régionales de comté; Avignon, Bonaventure, Le Rocher-Percé, La Côte-de-Gaspé et La Haute-Gaspésie.

#### La Côte
La Côte se déroule de Sainte-Flavie aux Méchins le long de l'estuaire du Saint-Laurent en décrivant une immense courbe. Matane, dont l'altitude moyenne est de 160 m, est la plus grande ville de cette région. Trois rivières se jettent dans le Saint-Laurent et traversent perpendiculairement le paysage : les rivières Mitis, Matane et Cap-Chat. Ces rivières sont réputées pour la pêche au saumon. Le paysage est majoritairement composé de collines façonnées par l'agriculture et de secteurs plus ou moins boisés. Vers Les Méchins, le relief devient plus abrupt. La population locale vit de l'agriculture en été et de l'exploitation du bois en hiver. La ville de Matane (ville) regroupe la majeure partie de la population de cette région.

#### La Haute-Gaspésie

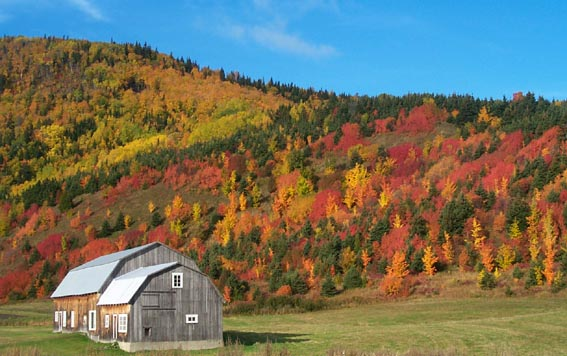
Paysage d'automne de la Haute-Gaspésie.

La Haute-Gaspésie s'étend le long du golfe Saint-Laurent de la ville de Cap-Chat au village de Grande-Vallée en passant par Sainte-Anne-des-Monts. Elle englobe le parc national de la Gaspésie sur une partie des Monts Chic-Chocs.
Le paysage est constitué de falaises et de montagnes qui marquent la fin de la chaîne des Appalaches. La route 132 fait de nombreux lacets coincée entre le littoral et les falaises. De nombreuses vallées se sont formées à l'embouchure des rivières. Elles sont souvent le lieu des emplacements de nombreux villages de pêcheurs, car à l'abri du vent et des vagues. Plus dans les terres, plusieurs monts dépassent mille mètres de hauteur.

#### La Pointe

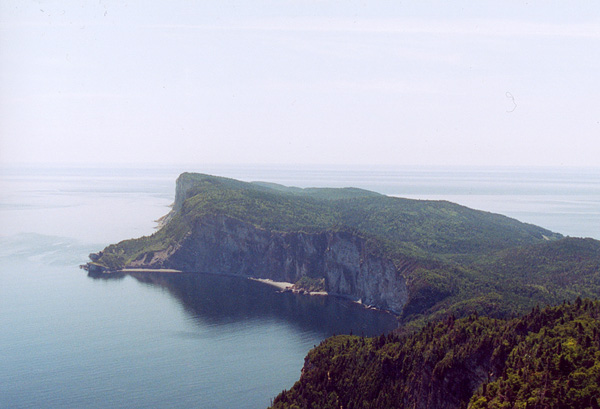
Le cap Gaspé.

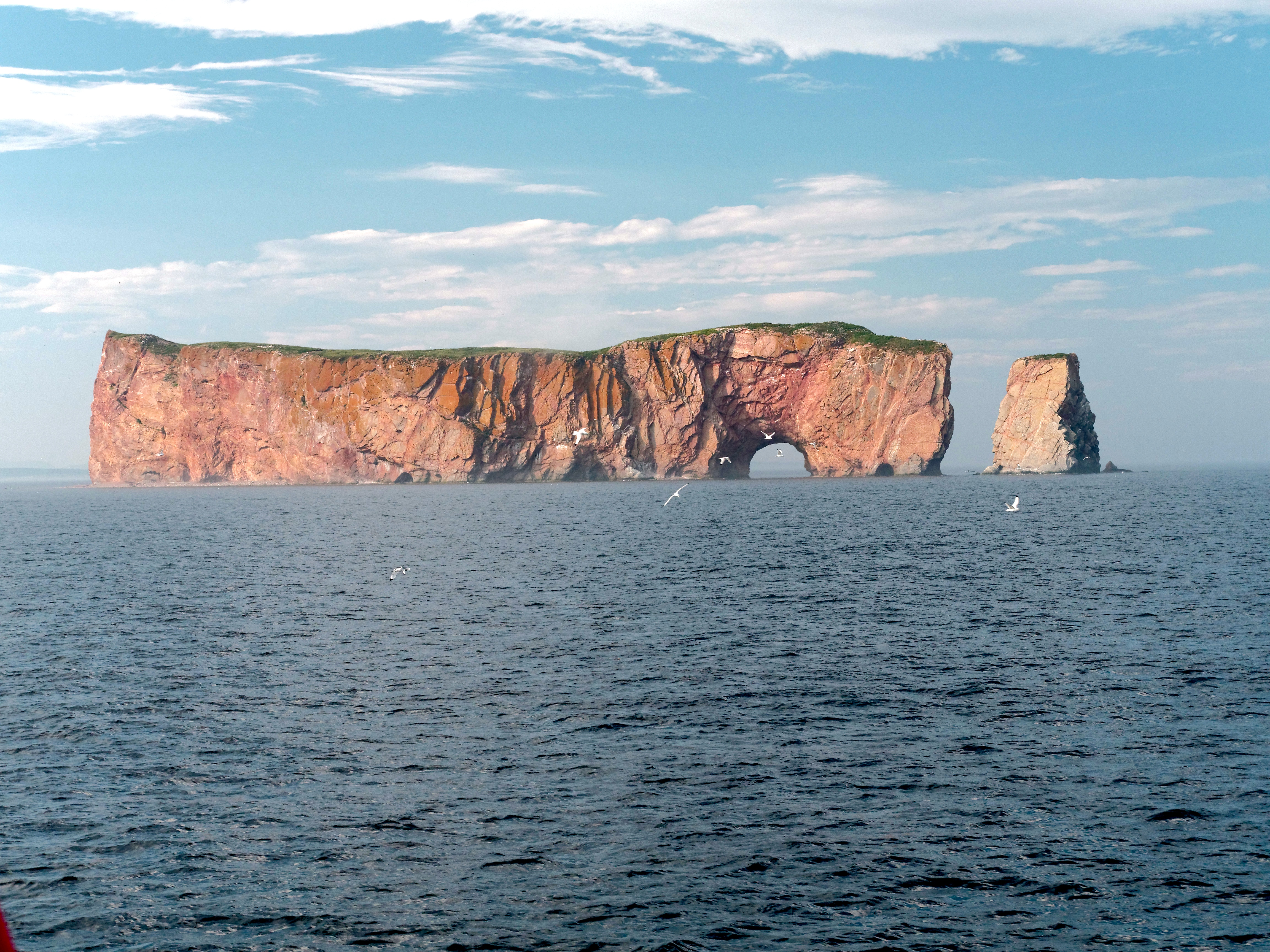
Le rocher Percé.

C'est la partie extrême de la Gaspésie allant de Grande-Vallée à Port-Daniel-Gascons et baignant dans le golfe du Saint-Laurent. On la qualifie souvent d'un des plus beaux endroits de la Gaspésie. Le relief est moins abrupt et la côte plus découpée de caps et d'anses. Dans sa partie nord, le paysage est constitué de grandes baies comme la baie de Gaspé, la baie de Malbaie et celle de l'Anse-à-Beaufils. Elle englobe le parc national Forillon qui est la pointe extrême de cette région. L'économie principale de cette région est la pêche et la commercialisation du poisson. La ville de Rivière-au-Renard en est la capitale avec son port de pêche important. La pointe de Saint-Pierre fut l'un des sites les plus importants de la pêche et représente le point le plus à l'est de la Gaspésie.
Le rocher Percé est un lieu touristique important de la Pointe avec son paysage particulier. Le village de Percé est d'ailleurs le plus fréquenté de la Gaspésie. La Pointe se termine dans la ville de Port-Daniel-Gascons située au bord de la baie des Chaleurs.

#### La Baie-des-Chaleurs
Son nom vient des eaux tempérées de la baie des Chaleurs proches de 20 °C qui inspirèrent Jacques Cartier à son arrivée dans la région. Dans cette région règne un micro-climat qui contraste avec le froid de la partie nord de la Gaspésie. Elle englobe le parc national de Miguasha, qui protège le site contenant de nombreux fossiles de plantes et d'animaux.

#### La vallée de la Matapédia
Parfois nommée simplement « La Vallée », elle est la partie à l'ouest de la Gaspésie et la seule à ne pas avoir accès à la mer. La forêt, surtout composée d'épinettes et de sapins, recouvre une grande partie de la région. La pêche au saumon est un loisir populaire dans les nombreuses rivières de la vallée. La rivière est interrompue par deux grands lacs d'origine glaciaire: le lac Matapédia et le lac au Saumon.
Selon les limites administratives, la vallée de la Matapédia fait partie du Bas-Saint-Laurent, tandis qu'elle fait partie de la Gaspésie selon les limites touristiques.

### Géologie
Le paysage s'est formé par l'apparition de la chaîne des Appalaches qui a bouleversé l'est de l'Amérique du Nord il y a un demi-milliard d'années. La chaîne s'étend de l'Alabama jusqu'à Terre-Neuve sur 2 500 km. La partie nord de la Gaspésie est apparue durant l'orogénèse taconienne en même temps que la faille de Logan qui sépare le bouclier canadien des Appalaches dans le Saint-Laurent. Les Monts Chic-Chocs se sont formés lors de ce soulèvement. Le sud de la Gaspésie s'est formé plus tard durant l'orogénèse acadienne il y a 390 millions d’années.
Progressivement, les montagnes des Appalaches se sont érodées donnant maintenant des plaines vallonnées. Seul le noyau dur du cœur de la chaîne constitué de granite des monts McGerrigle est resté escarpé. Aujourd'hui[Quand ?], le relief est constitué de quatre plateaux étagés comme suit : le plateau du mont Albert et monts McGerrigle à environ 900 m, le haut-plateau des Chic-Chocs à partir de 600 m, le plateau appalachien à partir de 300 m et le bas plateau côtier de 0 à 300 m.

### Hydrographie

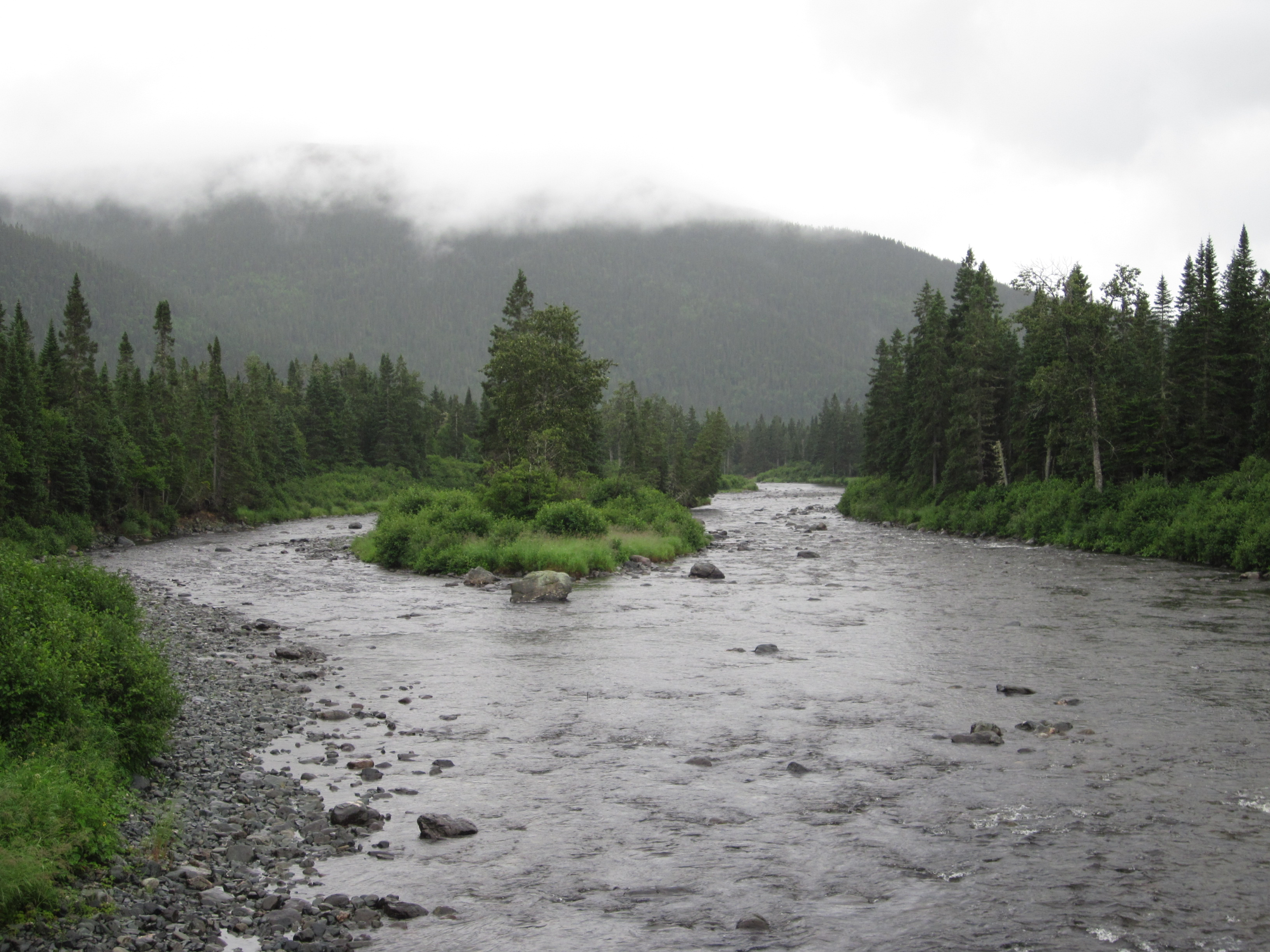
La rivière Cascapédia.

La Gaspésie possède de nombreuses rivières qui sont toutes quasiment orientées nord-sud ou sud-nord. Cette orientation a permis de définir deux régions hydrographiques majeures qui coupent la Gaspésie en deux : la région hydrographique de la baie des Chaleurs et de Percé et celle du Saint-Laurent sud-est. La première région est composée des bassins versants de la Madawaska, de la Matapédia, de la Nouvelle et de la Cascapédia. La seconde regroupe les bassins versants de la Bécancour, de la Boyer, de la Chaudière, du Sud, de l'Etchemin, du Loup, de Mitis, de la Matane, de Sainte-Anne[Laquelle ?], de l'York, de Rimouski, de Kamouraska et de la Fouquette.
Dans la partie nord de la Gaspésie plus escarpée, les rivières sont courtes et se jettent dans le Golfe du Saint-Laurent comme les rivières Cap-Chat, Sainte-Anne et Madeleine. Au sud, les rivières sont plus longues, plus calmes et se jettent dans la baie des Chaleurs. La rivière Grande-Cascapédia est la plus longue et mesure 58 kilomètres.
Les plus grands bassins versants sont ceux des rivières Ristigouche, Matapédia, Bonaventure et Cascapédia. Les principaux lacs de la région sont ceux de Sept Îles, de Cascapédia, de Sainte-Anne et de York et sont tous principalement utilisés pour la pêche, la villégiature et les activités récréo-touristiques.
Ce réseau hydrographique était utilisé autrefois pour le transport du bois jusqu'aux embouchures des rivières sur lesquels se trouvaient des usines de pâte à papier. Les embouchures étaient aussi des lieux de refuge pour les bateaux et des emplacements privilégiés pour les villages de pêcheurs. Aujourd'hui, ce réseau dont la qualité des eaux est irréprochable permet de favoriser le développement de la faune aquatique mais aussi de maintenir la pêche de loisir au saumon.

### Climat

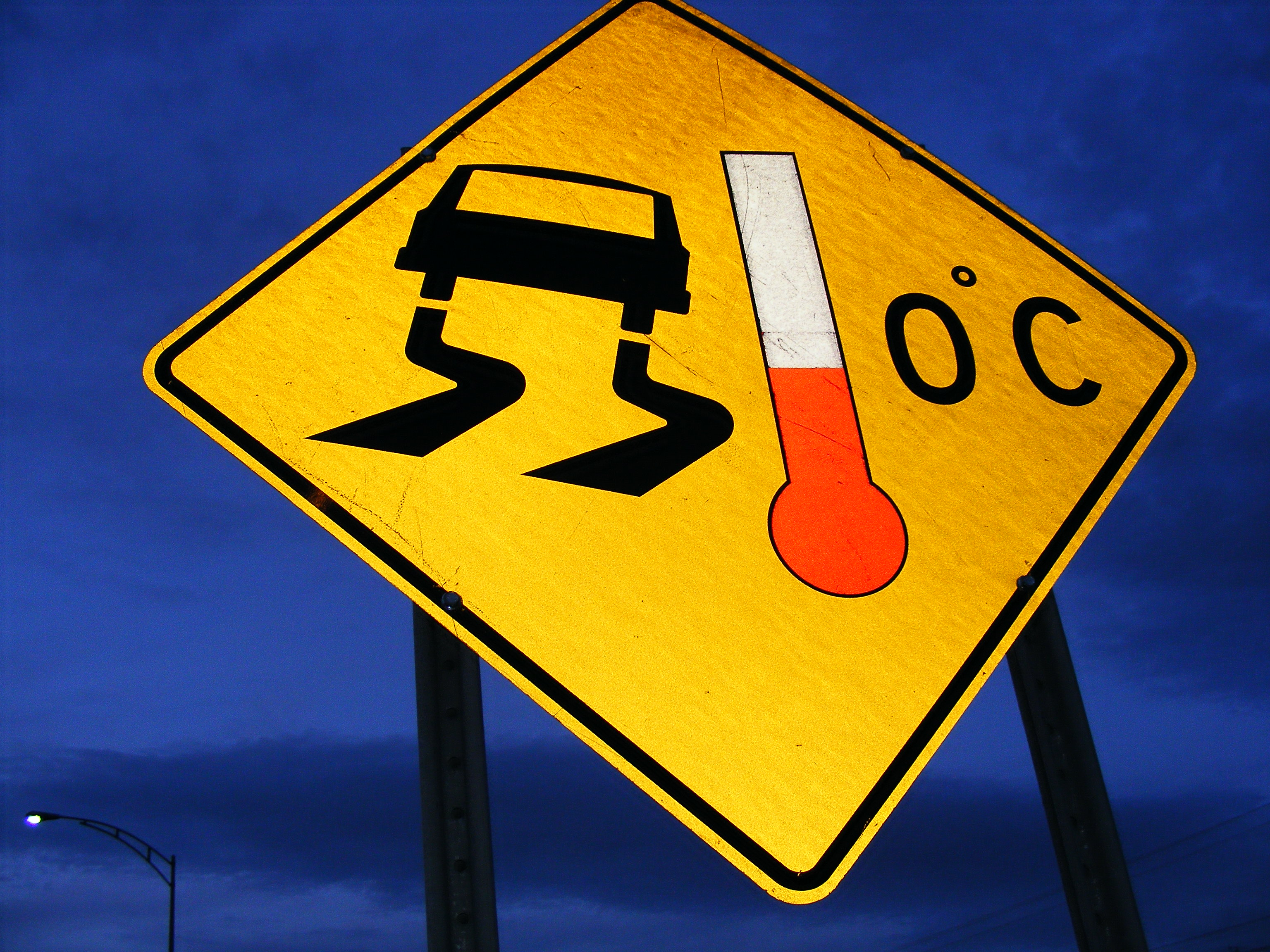
Panneau d'avertissement de chaussée glissante en hiver à Gaspé.

Le climat de la Gaspésie est très hétérogène du fait de ses reliefs et paysages contrastés. Il est considéré de façon générale comme climat boréal. Cependant, les températures sont plus importantes sur le bord de mer que sur le relief et les précipitations de pluie et de neige plus importante au contraire des températures en altitudes, sur les sommets de la chaîne des Appalaches.
Le climat est plus rigoureux que celui du reste du Québec du fait de l'influence du golfe du Saint-Laurent. Les températures moyennes à Cap-Chat sont de 3,3 °C et les précipitations de 1 000 mm/an. Dans le massif des Chic-Chocs, les conditions climatiques sont beaucoup plus rigoureuses, notamment sur les sommets au-dessus de 1 000 m d'altitude où le climat est subarctique. Au Mont Jacques-Cartier, la température moyenne annuelle a été de −3,3 °C sur la période 1981-2010 avec des minima hivernaux pouvant attendre les −40 °C. Ces conditions froides permettent le maintien d'un pergélisol dont la profondeur varierait entre 40 et 60 m. Le vent et le brouillard sont aussi des paramètres climatiques très présents. Le parc éolien de Cap-Chat atteste la présence d'un vent régulier et permanent.
On observe, en plus des différences d'altitudes, une différence est/ouest du climat. La pointe est beaucoup plus touchée par les intempéries avec 1 400 mm/an que l'extrême ouest avec 900 mm/an. De même, une différence nord/sud se caractérise par des températures plus élevées au sud dans la Baie des Chaleurs (19 °C) contre (17 °C) sur les bords du Saint-Laurent.

## Histoire

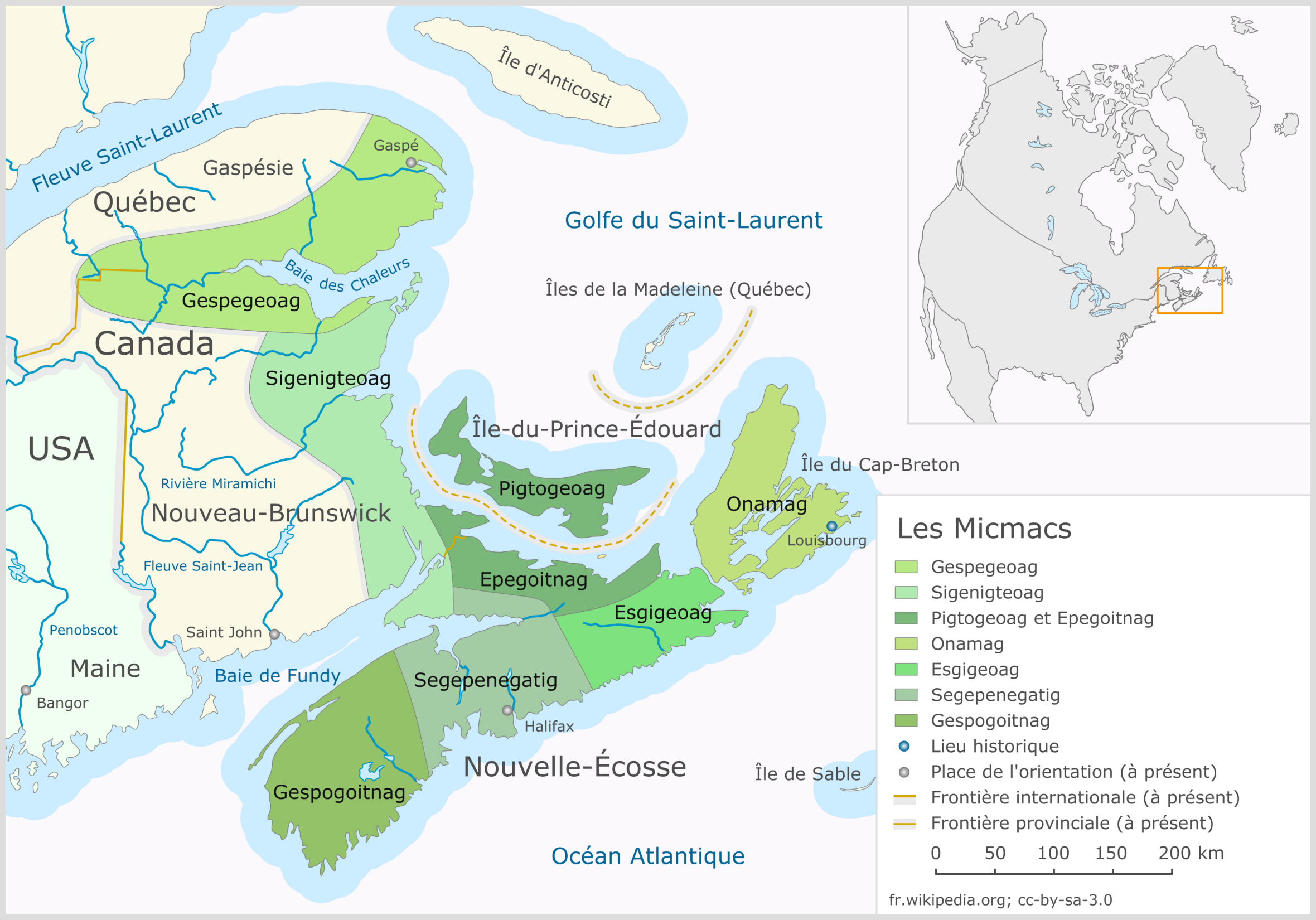
Carte des territoires micmacs.

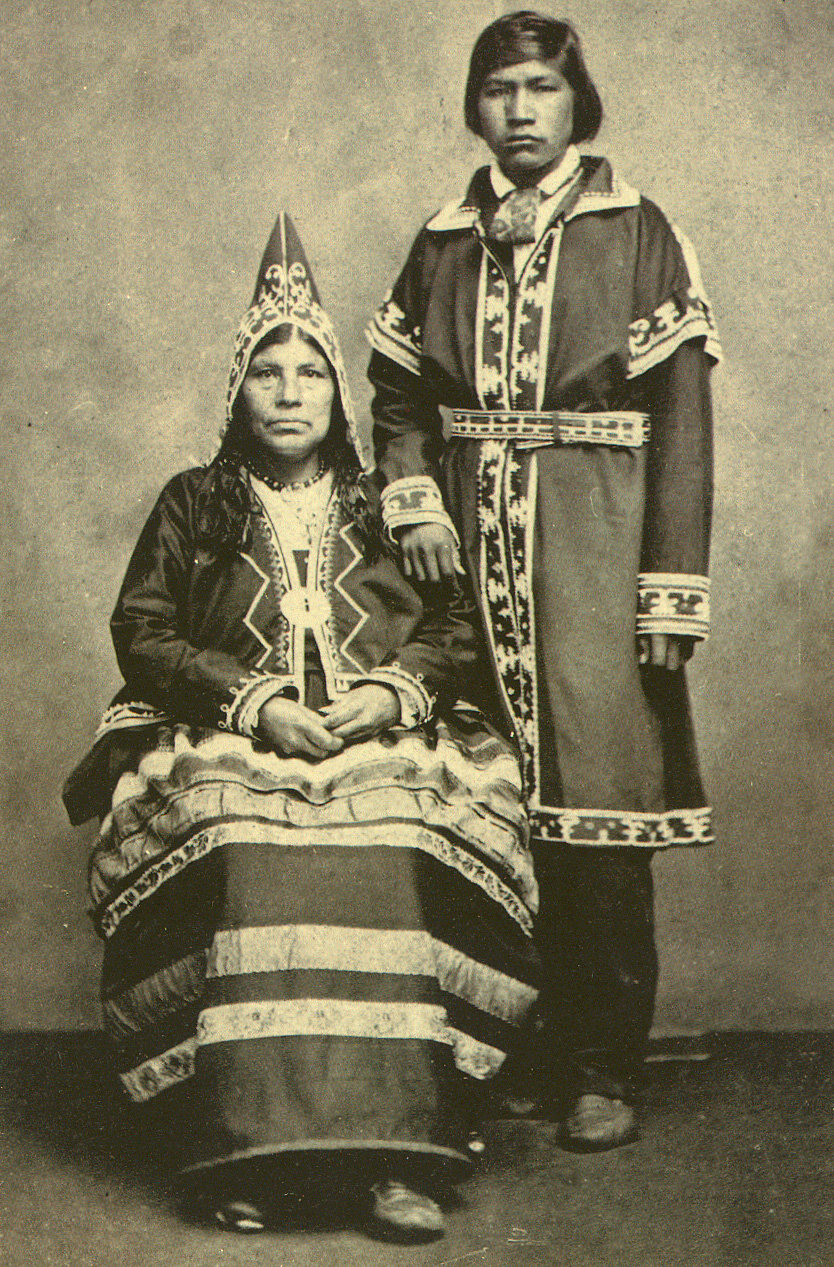
Femme et homme du peuple Micmac.

Tour à tour terre d'élection des Amérindiens de la Nation micmaque, des Français arrivés dans le sillage de Jacques Cartier, des Acadiens fuyant les Anglais, des Loyalistes fuyant les Américains, puis des immigrants irlandais, écossais ou belges, la Gaspésie est, en 2012, un havre pour pêcheurs de salmonidés.

### Toponymie
La dénomination actuelle de Gaspésie trouve son origine dans la langue micmaque sous le vocable de « Gespegeoag ». Le suffixe de plusieurs lieux micmacs se compose des lettres « geoag » ou « ag ». La toponymie sera francisée en « Gaspésie ». Le mot micmac « Gespeg » devenant « Gaspé ». Dès 1675, les Européens nomment les Micmacs habitant la péninsule « Gaspésiens ».

### Les premiers Gaspésiens
Les plus vieilles traces d’occupation humaine de la péninsule gaspésienne se trouvent sur le site archéologique de La Martre sur la côte nord de la Gaspésie. Cette région possède une concentration de sites paléo-indiens importante remontant à environ 9 000 ans avant le présent. Caractérisées par leur culture dite plano, du nom des techniques de fabrication des pointes de lances utilisées pour chasser, ces populations étaient nomades et vivaient de la chasse aux mammifères terrestres (caribous, orignaux, ours, lièvres, etc.) et des ressources aquatiques (mammifères marins et poissons). Des traces des Amérindiens sont découvertes à La Martre de 7 000 ans à 2 000 ans avant le présent. Puis ces peuples ont modifié leurs modes de déplacement en exploitant beaucoup plus les ressources naturelles. Ils ont progressivement construit des territoires constitués de villages.
Au XVIe siècle, la Gaspésie est séparée en deux. Au nord, les Iroquoiens possèdent toute la vallée du Saint-Laurent, tandis qu'au sud, les Micmacs détiennent la Baie des Chaleurs. Les deux peuples pratiquent la pêche aux maquereaux et aux phoques en mer, et aux saumons dans les terres. Mais, en 1570, les Iroquois quittent le territoire à cause de conflits territoriaux avec les Micmacs. Ces derniers prennent donc le contrôle de toute la Gaspésie. Ils sont de grands pêcheurs et exploitent toutes les ressources marines : phoques, morses, mollusques, crustacés et de nombreux poissons.

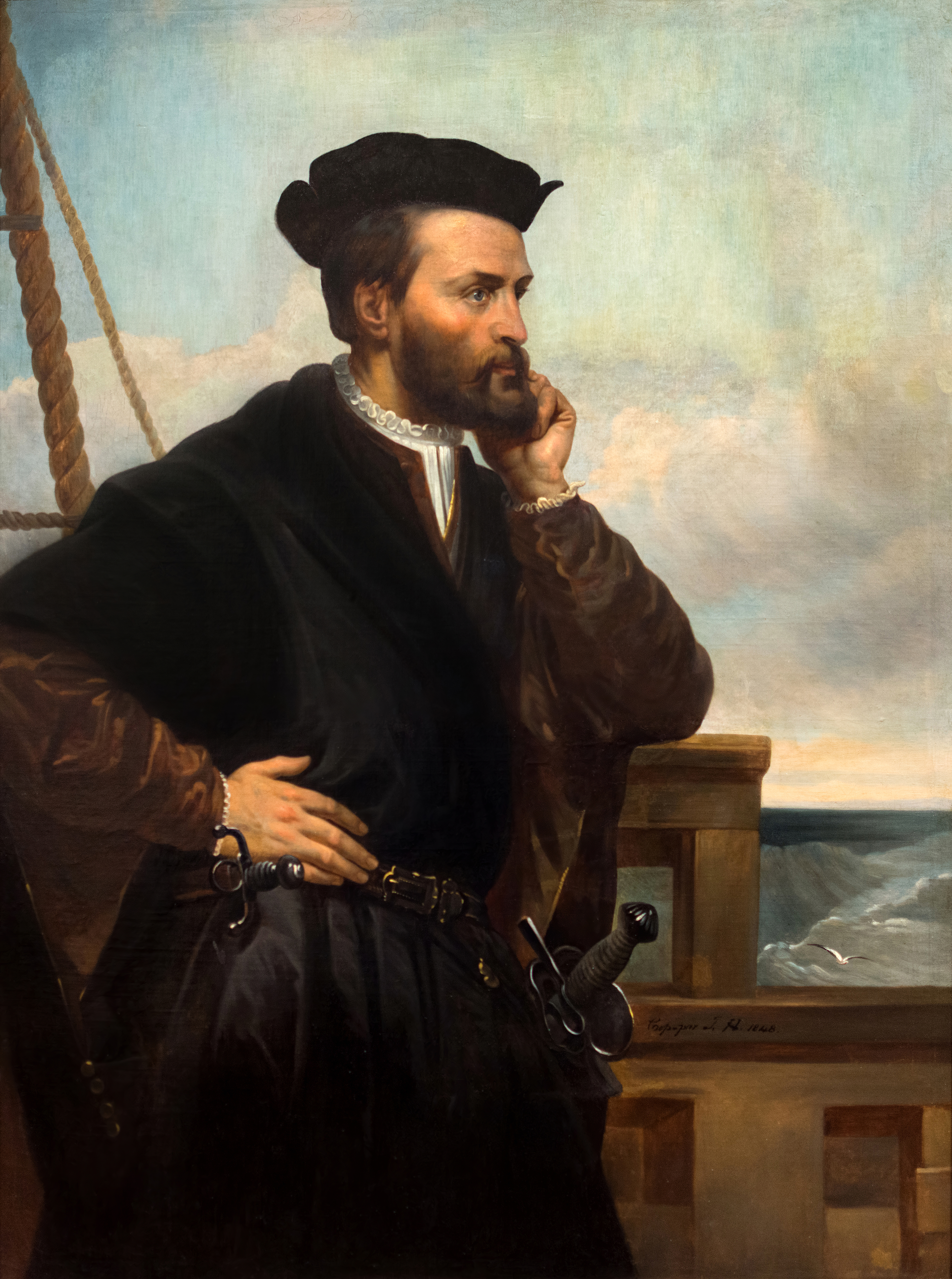
Portrait de Jacques Cartier.

Les Micmacs sont les premiers contacts qu'ont les Européens en débarquant en Gaspésie. Officiellement, c'est Jacques Cartier qui s'approprie cette région au nom du roi français François Ier. Cependant, il ne fait que suivre la route des pêcheurs bretons et basques qui venaient déjà chasser la baleine et pêcher la morue sur les côtes gaspésiennes et dans l'estuaire du Saint-Laurent. Parti de Saint-Malo, le 20 avril 1534, Jacques Cartier débarque dans la baie des Chaleurs le 3 juillet de la même année. C'est notamment lui qui nomma la région Baie-des-Chaleurs en raison de son climat plutôt clément. Le 24 juillet, il atteint la baie de Gaspé  et plante une croix attestant de l'occupation des terres par la France. Son emplacement est encore soumis à discussion. Lors de ses voyages suivants, Jacques Cartier continue l'exploration du fleuve Saint-Laurent et de la région de Québec délaissant la Gaspésie.

### L'occupation française puis anglaise
Au XVIe siècle, l'occupation des terres en Gaspésie par les Européens n'est pas permanente. Seules les côtes et la mer sont occupées de façon saisonnière par les pêcheurs. Cependant, à partir du XVIIe siècle, la pêche à la morue devient prédominante et les pêcheurs mettent à terre des installations de séchage et de traitement de la morue afin de la traiter avant de l'envoyer en Europe. En 1676, Pierre Denys de la Ronde établit en Gaspésie le premier poste de pêche permanent. La colonisation par les Européens est donc motivée par la pêche. À cette époque, diverses seigneuries sont détenues par quelques exploitants de pêche. Le baron de Lahontan la décrit comme suit :
« Vis-à-vis de cette Isle on trouve l'Isle percée à la Côte du Sud.
C'est un gros rocher percé à jour sous lequel les Chaloupes seulement peuvent passer. Les Basque & les Normands ont accoutumé d'y faire la Pèche des Moluës en tems de Paix. Elle y est très abondante, & ces Poissons y sont plus grands & plus propres à faire sécher que ceux de Terre Neuve; mais il y a deux grandes incommoditez. L'une que les Vaisseaux y courent du risque, s'ils ne sont amarres à de bons cables & arrêtez par de bonnes ancres. L'autre inconvénient, c'est qu'il n'y a ni gravier ni cailloux pour étendre ces Poissons au Soleil, & qu'on est oblige de se servir de vignaux, qui sont des espéces de clayes.
Outre ce lieu de Pêche, il y en a d'autres du même coté à quelques lieues plus haut dans le Fleuve, savoir celui de Gaspé, où les équipages des Vaisseaux font quelquefois le commerce de Pelleteries avec les Gaspésïens, ce qui porte préjudice aux Propriétaires de cette Rivière. Les autres font vers les Monts Notre-Dame dans les petites Bayes ou Rivières qui se déchargent dans le Fleuve. »
— Baron de Lahontan, 1728
En 1740, on évalue à environ 500 personnes la population de la Gaspésie. La plupart des villes comme Port-Daniel, Matane et Gaspé sont fondées du fait de l'essor de l'économie engendrée par la pêche. La seigneurie de Pabos est le plus important poste de pêche en 1750.
Cependant, la région est troublée par les conflits incessants entre la France et l'Angleterre. Les navires de guerre sont en permanence dans les eaux de la Gaspésie et du golfe du Saint-Laurent; ce qui empêche le travail des pêcheurs et les échanges commerciaux. Des périodes de calme et de chaos se succèdent dans les colonies de la Gaspésie. En 1756, l'Angleterre déclare la guerre à la France sonnant le début de la guerre de Sept Ans durant laquelle la France perdit la Nouvelle-France.
Les nombreux postes de pêche de la Gaspésie sont détruits pendant cette marche anglaise vers Québec et en 1760, la bataille de la Ristigouche marque le tournant de la guerre. Les derniers navires de la flotte française sont détruits par les Anglais dans la baie des Chaleurs, le long de la rivière Ristigouche. Le 8 septembre 1760, Montréal capitule et la Nouvelle-France ainsi que la Gaspésie deviennent des terres anglaises. La Gaspésie est alors désorganisée et les aménagements pour la pêche complètement détruits par les Anglais. La région est désertée de ses habitants, seuls les Micmacs et quelques colons français restent sur place. La Gaspésie devient alors une terre d'accueil principalement pour les Acadiens et les loyalistes qui fuient leur région d'origine.

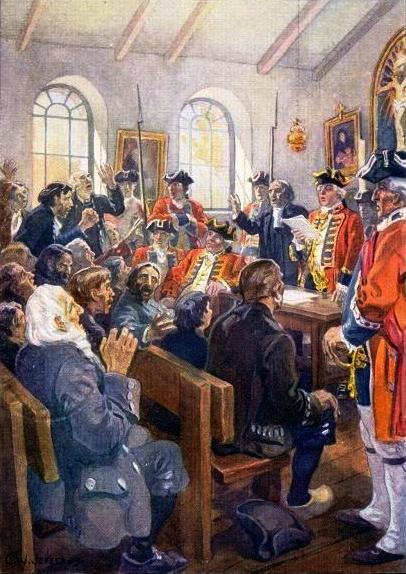
Illustration de la lecture de l’ordre de déportation des Acadiens par le colonel Winslow dans l’église de Grand-Pré.

En 1755, l'Acadie, ancienne province de la Nouvelle-France, est soumise à la déportation par les Anglais, car les Acadiens ne veulent pas se soumettre aux demandes anglaises. Nombre d'Acadiens se réfugie en Gaspésie et principalement dans la Baie des Chaleurs puisque, jusqu'en 1763, ils sont chassés de leur terre d'origine. Les Acadiens forment alors la plus grande partie de la population de la Gaspésie. Un deuxième noyau de population est issu de l'indépendance des américains avec les loyalistes fidèles à la couronne d'Angleterre qui fuient les états d'Amérique. Beaucoup s'installent en Gaspésie et notamment à Paspébiac. D'autres immigrants anglophones (Irlande, Angleterre et Écosse) vont rejoindre la Gaspésie attirés par la pêche et son économie.

### L'ouverture de la Gaspésie

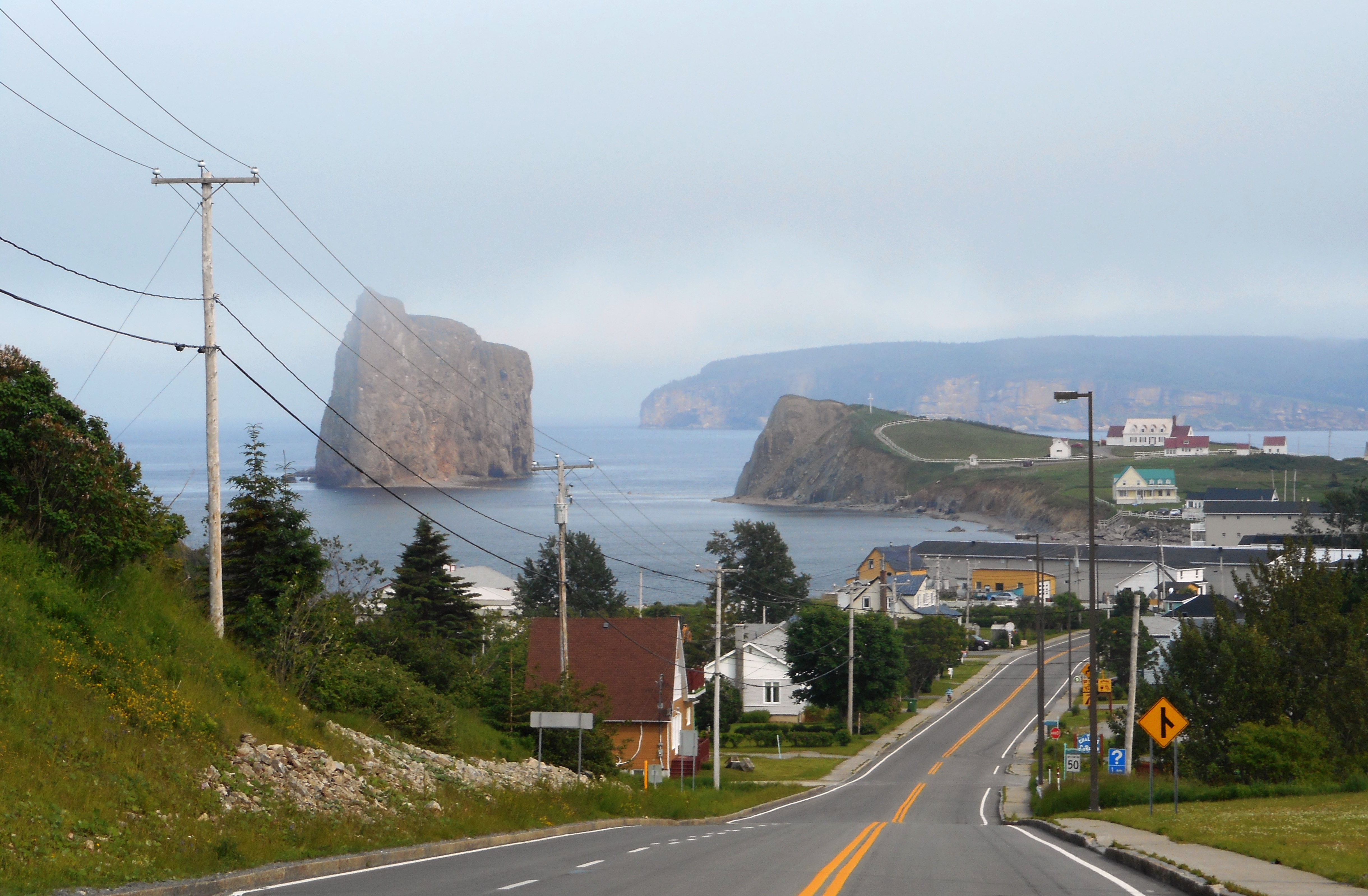
La route 132 à Percé.

Aux XVIIIe et XIXe siècles, la Gaspésie vit essentiellement de la pêche et de ses activités parallèles. Son activité maritime est gérée par des Européens et notamment des Anglos-Normands de l'île de Jersey qui montent de véritables compagnies de pêche. Le bateau est le seul moyen de communications; ce qui provoque un isolement de la Gaspésie par rapport au reste du Canada. Cet isolement a eu un impact important sur la culture, le patrimoine et le mode de vie de la Gaspésie. La chasse à la baleine est pratiquée au XIXe siècle et le port de Gaspé est le premier port canadien avec sept bateaux sur treize. La chasse se déroulait près de la pointe gaspésienne et dans l'embouchure du fleuve Saint-Laurent et concernait quatre espèces de baleine dont la baleine noire, le rorqual à bosse, le rorqual commun et la baleine bleue. L'huile extraite des baleines permettait d'alimenter le Québec. Mais la surpêche, la concurrence avec les chasseurs américains et l'huile de charbon provoquèrent la fin de cette activité vers 1900.
Le XXe siècle marque un tournant pour la Gaspésie avec le déclin de la pêche à la morue. La Gaspésie était au cœur des liaisons maritimes et fluviales grâce à sa proximité avec l'océan et le fleuve Saint-Laurent. Avec le déclin de la pêche, la Gaspésie devient isolée et loin des centres urbains constitués de Québec et de Montréal. En 1911, le chemin de fer atteint Gaspé, désenclavant totalement la Gaspésie. Puis à partir de 1920, la route 132 permet d'accéder à l'ensemble de la péninsule. Enfin, la Gaspésie se rapproche du reste du Québec. L'exploitation forestière devient dès lors une activité nouvelle avec la colonisation de la vallée de la Matapédia.

## Culture folklorique

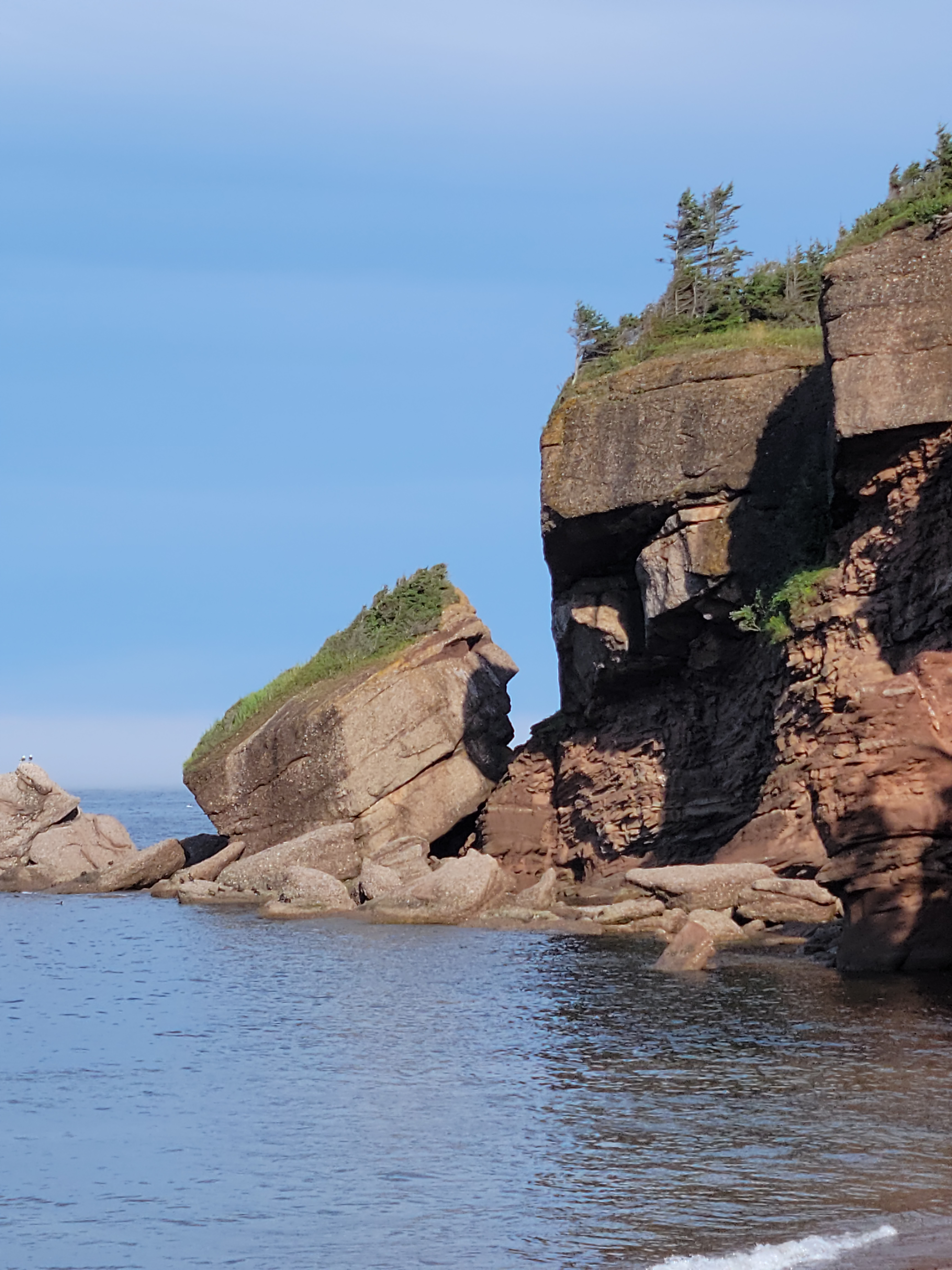
Tête d'indien, en Gaspésie.

La Gaspésie est reconnue comme étant une région folklorique riche et fertile. Les contes et les légendes prennent notamment une part importante dans la culture gaspésienne, au point où plusieurs villes et villages doivent leur nom à ces histoires, comme le Cap-Chat et l'Anse-au-Griffon.
Le contenu culturel a notamment évolué en fonction de la présence de différentes communautés dans la région. Bien que les groupes autochtones et anglophones aient contribué à l'évolution culturelle du territoire, l'essence folklorique de la Gaspésie provient surtout des communautés francophones qui s'y sont installées au fil des siècles. Plus précisément, il s'agit des colons français, arrivés autour du xviie siècle et xviiie siècle siècles, ainsi que ceux qui avaient déjà un héritage canadiens-français, comme les Acadiens, venant de la Nouvelle-Écosse et d'autres groupes d'ailleurs du Québec.
La grandiosité des paysages, entre mer et montagnes, joue un rôle de premier plan dans le développement de contes et des légendes gaspésiens. Dans les récits, il est souvent question du mystérieux vent du grand large, des naufrages et attaques pirates sur mer et des trésors perdus sur terre.

### Transmission du folklore
La propagation des légendes s'est premièrement déroulée à l'oral, grâce aux quêteux et aux voyageurs, pour ensuite se transmettre de génération en génération. Aujourd'hui, plusieurs conteurs visitent les parcs et traversent le territoire gaspésien pour transmettre cette culture aux passant et assurer la perpétuité du folklore régional.
Plusieurs personnalités québécoises se sont vouées à l'écriture des récits gaspésiens. Notamment, Catherine Jolicoeur, spécialiste du folklore acadien, a longuement documenté les légendes autour de l'île Bonaventure et a recueilli plus de 1074 histoires autour d'un navire naufragé dans la région.
Pour sa part, l'ethnologue Marius Barbeau a récolté autour de 800 chansons et légendes, à Tourelle et à Saint-Anne-des-Monts, lors de son périple gaspésien en 1918.

Finalement, l'écrivain Sylvain Rivière propose plus d'une vingtaine d'œuvres sur les histoires gaspésiennes, regroupant des poèmes, des récits et des chansons. Il décrit la richesse folklorique du territoire comme suit : 

« Car la Gaspésie, sans vouloir être chauvin, fut assurément l’une des terres les plus fertiles aux contes, aux légendes, à la prose, à la fiction aurant qu'à la trame romanesque, accueillant plus souvent qu'autrement en son sein les découvreurs de paysages, les rapailleux d'identité, les défonceurs de portes ouvertes, touchés par le tant à dire des gens et du pays qui en tirèrent à leurs tous une œuvre née de l'peuvre d'une nature paysée de démesure, d'effronterie, de belle époumonnerie et d'identité effilotée (...) »

— Sylvain Rivière, Contes, légendes et récits de la Gaspésie, L’empremier du monde, Paroisse Notre-Dame-des-Neiges, Éditions Trois0Pistolets, 2005, p.XV

## Économie

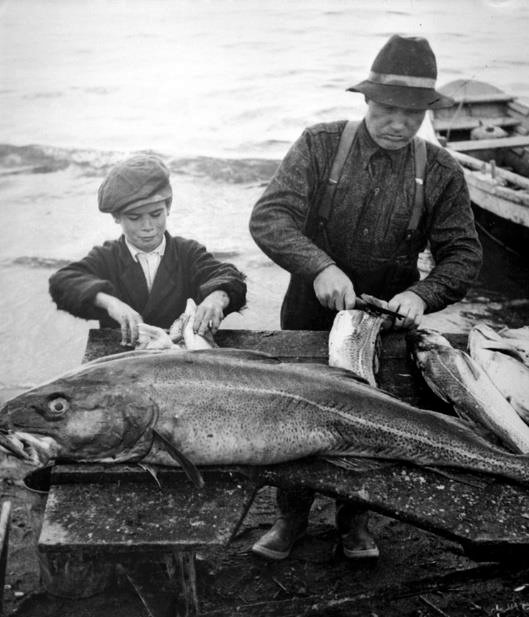
Père et fils dépeçant la morue en Gaspésie en 1943.

L'économie était d'abord principalement axée sur la pêche, l'agriculture et l'exploitation forestière. Aujourd'hui, la Gaspésie doit se diversifier, car ses ressources primaires ne sont plus aussi efficientes qu'autrefois surtout à cause de la surpêche, de la surexploitation forestière et de la diminution du nombre d'agriculteurs. L'économie est dès lors obligée de se réorienter vers de nouvelles industries. Ainsi, des industries pharmaceutiques, de constructions navales et de transformation du bois s'installent en Gaspésie.

### Agriculture
Dès l'occupation de la Gaspésie par les marins français, la terre est exploitée pour alimenter les hommes à terre. Cette exploitation est réduite et se limite à une culture maraîchère. Puis avec l'installation des entreprises de traitement de la morue, l'agriculture et l'élevage se densifient. Cependant, cette agriculture demeure une agriculture vivrière.
Sous l'occupation britannique, les Acadiens qui ont fui la déportation exploitent la terre de façon plus importante. Cependant, les terres ne leur appartiennent pas contrairement aux loyalistes qui reçoivent de l'État des acres de terre. Les principales cultures sont l’orge et la pomme de terre. Les agriculteurs récoltent le foin et élèvent aussi des bœufs, des chevaux, des vaches et des moutons. Le XXe siècle voit le développement important de l'agriculture avec l'organisation en associations des agriculteurs comme l'Union des producteurs agricoles (UPA).
En 2002, le nombre d'exploitations agricoles est de 644 dont 328 exploitations de production végétale et 316 de production animale. Plus de la moitié des exploitations de production animale élèvent des bovins de boucherie (138 exploitations sur 316 en 2002) tandis qu'en production végétale, plus de la moitié produisent des céréales et des protéagineux (184 sur 328 exploitations en 2002). La production agricole rapportant les plus gros revenus est la production de la pomme de terre avec 45 % des revenus de production végétale. Au niveau de l'occupation du sol, l'agriculture représente une très faible superficie par rapport à la forêt et se cantonne le long du Saint-Laurent entre Rivière-du-Loup et Matane.

### Industrie éolienne

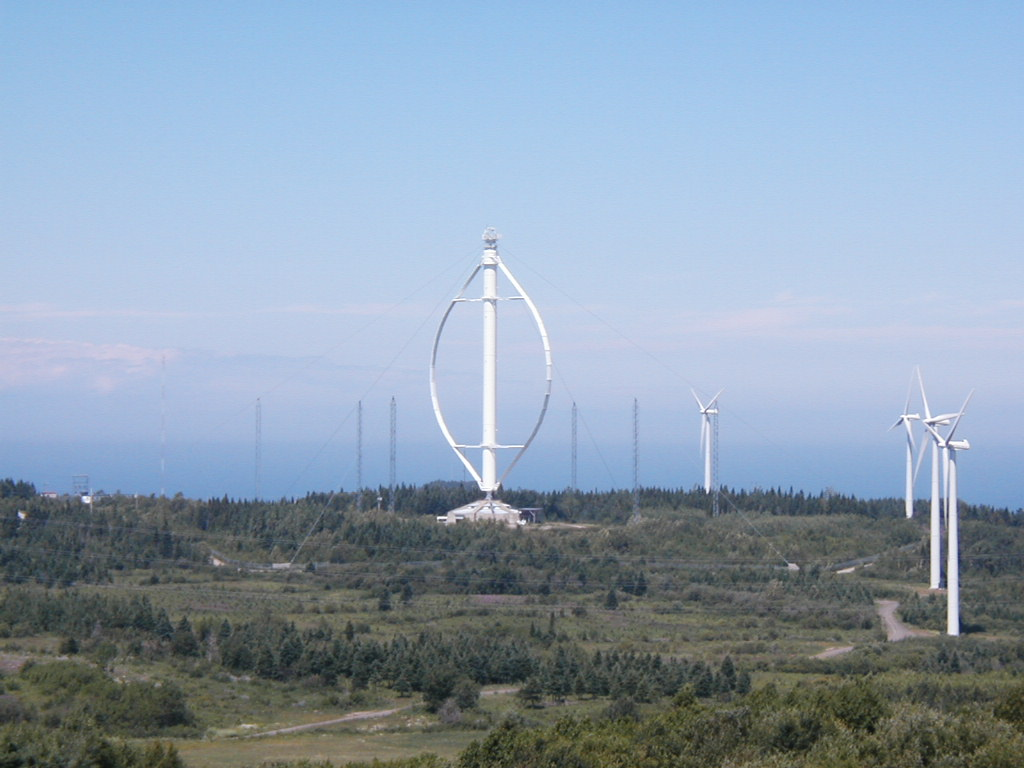
Le parc éolien Éole à Cap-Chat comprenant la plus grande éolienne à axe vertical au monde.

Les ressources liées au vent sont relancées. En effet, la construction de plusieurs parcs éoliens d'ici 2012, à la suite d'un appel d'offres d'Hydro-Québec totalisant 1 000 MW, a favorisé la création d'emplois manufacturiers. En 2005, une entreprise de fabrication de pales d'éoliennes s'est établie à Gaspé. Deux autres entreprises ont vu le jour à la suite de l'appel d'offres : Marmen qui fabrique des tours et Composites, VCI qui produit les nacelles, situées sur le territoire de La Matanie qui fait partie de la Gaspésie géographique.

### Pêche

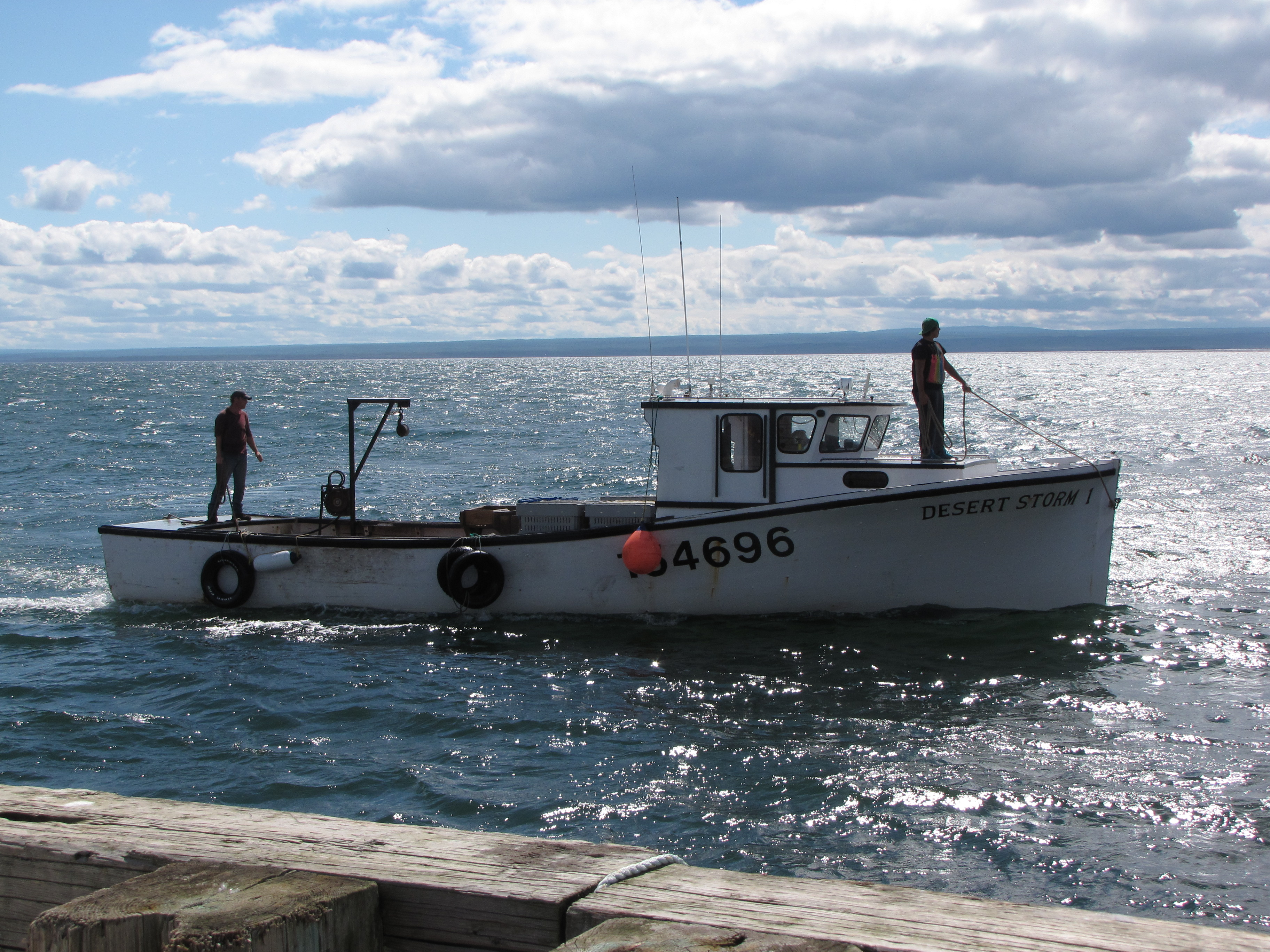
Bateau de pêche à Carleton-sur-Mer.

La pêche est une ressource historique et économique importante de la Gaspésie. Les premiers hommes européens venaient pêcher la baleine et la morue sur les côtes gaspésiennes. Aujourd'hui, la Gaspésie est la région du Québec qui produit le plus de poissons et crustacés avec 40 897 tonnes sur un total de 62 222 tonnes en 2004. Cependant, avec le moratoire sur la morue institué par le gouvernement Mulroney qui en interdit la pêche depuis 1992, ce sont les crustacés comme la crevette et le crabe des neiges qui sont les produits les plus débarqués du Québec. La Gaspésie participe pour la moitié à la pêche de crabes des neiges avec 8 816 tonnes sur un total de 15 289 tonnes en 2004 et à la quasi-totalité des crevettes nordiques avec 21 396 tonnes pêchées sur 22 347 tonnes au Québec en 2004.

### Tourisme
Le tourisme est aussi un facteur économique important grâce à des milieux naturels gaspésiens exceptionnels tels que le parc national de la Gaspésie.

## Territoire et nature
La péninsule gaspésienne est riche de ses paysages de mer et de montagne, de ses vallées, de ses baies et de ses côtes des plus diversifiées et pittoresques. C'est en Gaspésie que se termine la partie continentale des Appalaches, chaîne montagneuse couvrant l'est de l'Amérique du Nord dans l'axe nord-sud. Ses sommets (mont Jacques-Cartier, mont-Albert) demeurent parmi les plus hauts de l'est du Canada.

### Faune

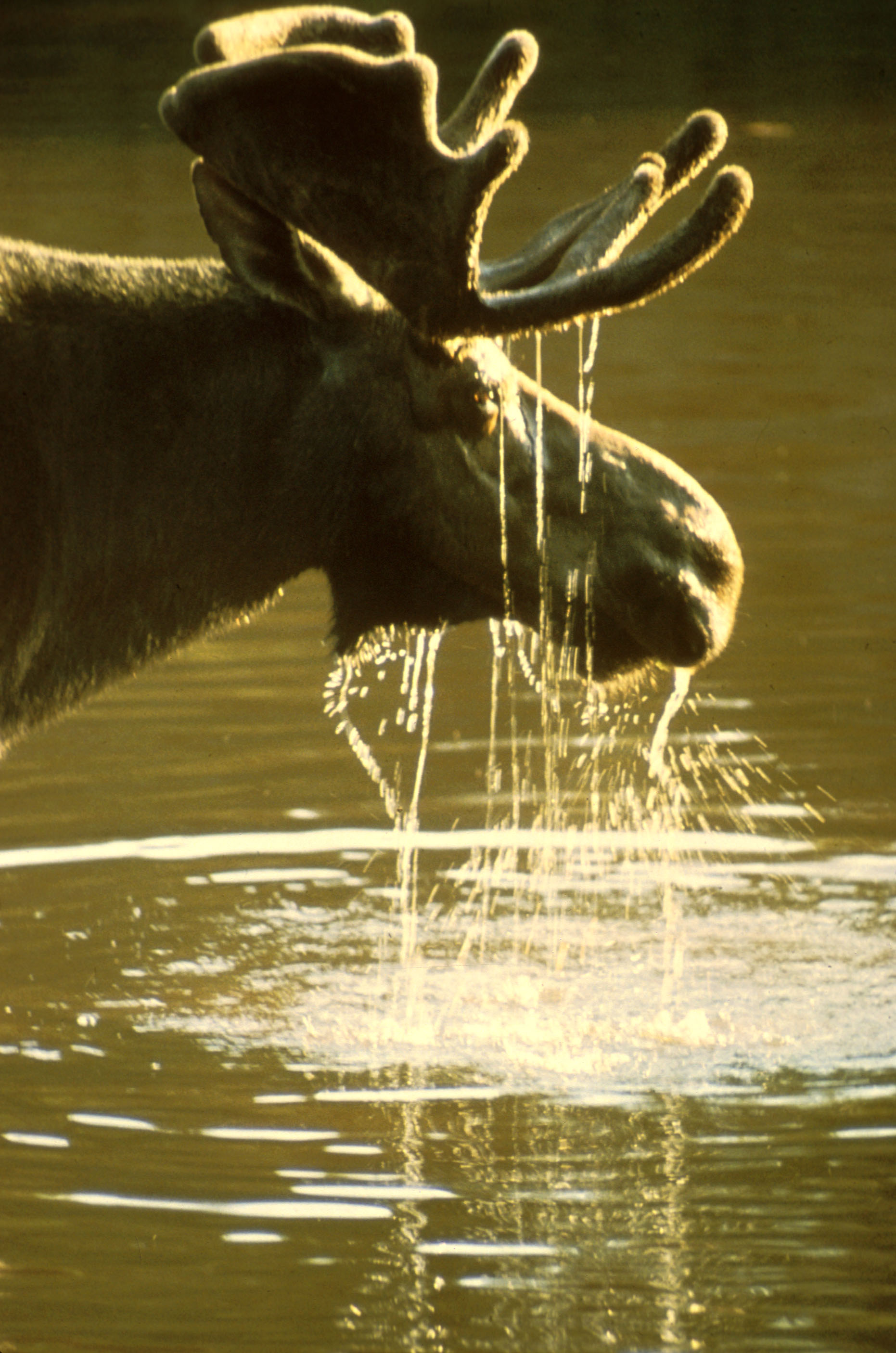
Un orignal.

La faune, d'une grande richesse, comprend de nombreux oiseaux ainsi que de grands mammifères. La région est réputée pour l'observation ornithologique avec plus de 300 espèces d'oiseaux comme le fou de Bassan, le grèbe jougris, le bihoreau gris, l'autour des palombes ou l'eider à duvet.
La Gaspésie permet de découvrir aussi de nombreux mammifères marins notamment au large de la Pointe Forillon. Quelques baleines comme le rorqual bleu, le rorqual commun ou le petit rorqual sont communes dans la région. Des phoques gris ou commun peuvent être observés depuis la côte.
Les mammifères terrestres sont caractéristiques du Canada, comme l'ours noir, l'orignal (élan d'Amérique) et le cerf de Virginie. La région possède l'unique troupeau de caribous installé au sud du fleuve Saint-Laurent depuis 1930. Il réside dans le parc national de la Gaspésie et on estime la taille du troupeau de 150 à 200 individus. Ce troupeau et son habitat sont très protégés car il représente l'unique troupeau isolé du sud du Québec et son déclin durant les cent dernières années est très important. On observe le caribou dans les monts Chic-Chocs et les monts McGerrigle. Contrairement aux caribous, l'orignal est très présent en Gaspésie avec une densité très importante de 4,16 orignaux par 10 km2 et une population totale d'environ 5 000 orignaux. Cette densité s'explique par l'absence de prédateurs. Néanmoins, la chasse à l'orignal, qui est très prisée des Gaspésiens, a lieu une fois par an et dure environ une semaine. Par ce moyen on tente de réguler le nombre d'orignaux en Gaspésie. Si au dernier recensement, on en compte trop, on augmentera le nombre de permis de chasse autorisés dans certains secteurs pour cette période ou on allongera la période de chasse.

### Flore
La flore de la Gaspésie est très variée du fait des micro-climats que l'on y rencontre. En effet, entre les bords maritimes et les hauts des sommets, le couvert végétal est différent d'une zone à l'autre. La forêt recouvre une grande partie du territoire dont 96 % sont des résineux dont le sapin baumier dominant. Quelques feuillus comme l'érable vivent près des côtes maritimes, tandis que l'intérieur des terres est peuplé de conifères.
Le couvert végétal évolue avec l'altitude. À l'altitude 0, on trouve des érables et des bouleaux jaunes, puis vers 100 m apparaissent les sapins puis vers 250 m à 300 m des épinette noire. Il s'agit de la zone tempérée nordique à dominance de sapins et de bouleaux jaunes. Au-delà de 900 m, les feuillus ne sont plus présents, seuls les épinettes blanches et les sapins résistent aux conditions rigoureuses de l'hiver. Il s'agit de la zone boréale à dominance de sapins et de bouleaux blancs. Au-delà de 1 000 m, un couvert végétal caractéristique de la toundra est présente avec une végétation herbacée et du lichen.
Certaines régions essayent de mettre en valeur la flore de la Gaspésie comme aux Jardins de Métis à Grand-Métis. Les barachois, des bancs de sable visibles dans la baie de Gaspé, sont aussi des milieux particuliers où la flore doit résister à la salinité de la terre. On y trouve des plantes comme le mertensie, le glaux maritime, la salicorne ou la gesse maritime.
Enfin, sept plantes ont le statut d'espèces menacées et protégées. On peut citer la Polystic des rochers ou l'Adiante du Canada. Le site du ministère du développement durable, de l'environnement et des parcs donnent l'ensemble de la liste des plantes menacées du Canada.

### Parcs nationaux

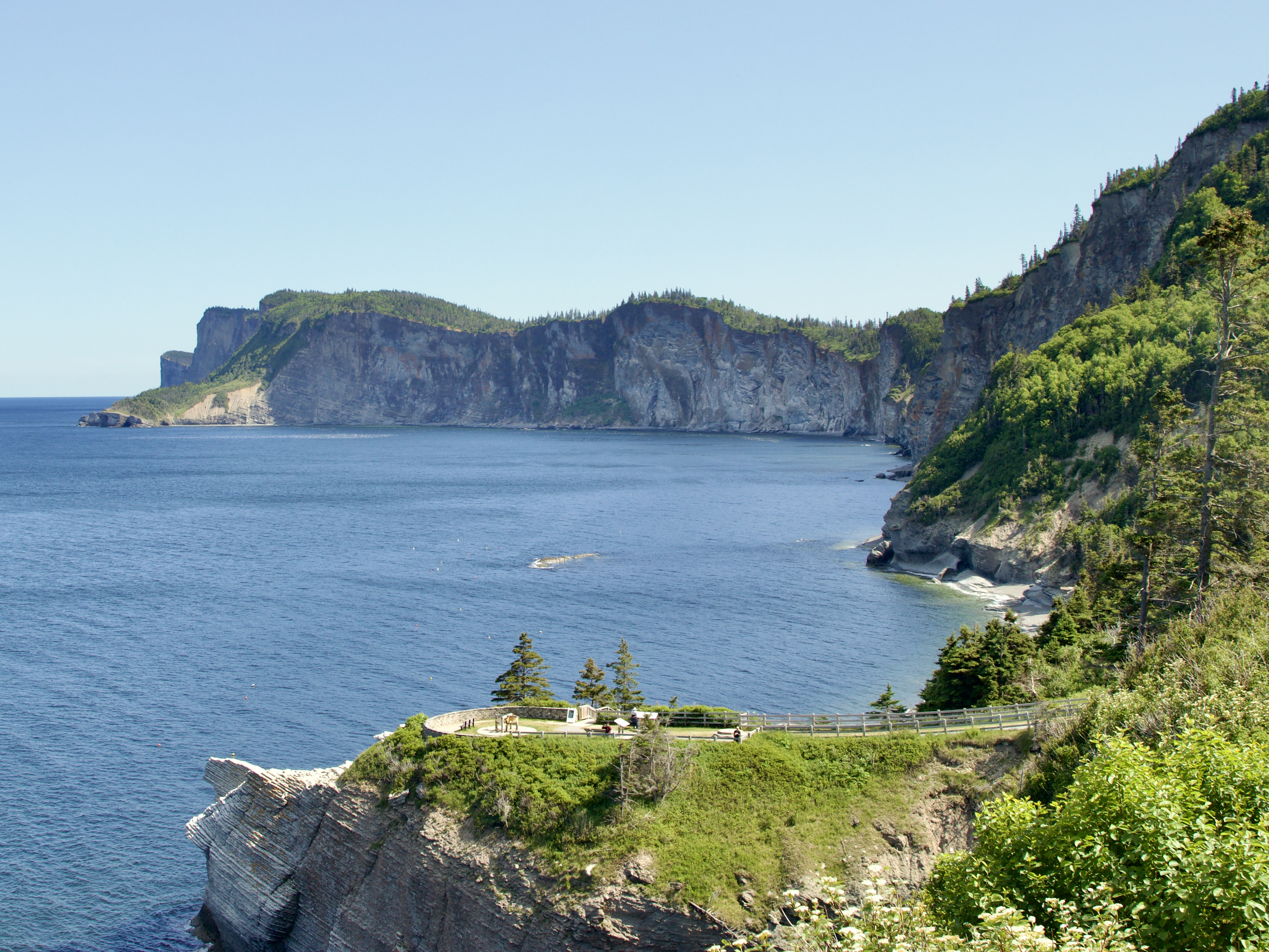
Le parc national de Forillon.

Ce territoire est exploité et maîtrisé par les Canadiens grâce à des parcs, des réserves fauniques et des zones d'exploitations. En Gaspésie, un parc national du Canada, Forillon, et trois parc nationaux du Québec : Gaspésie, Île-Bonaventure-et-du-Rocher-Percé et Miguasha, sont des zones protégées.
Le parc national du Canada Forillon couvre la pointe de la Gaspésie sur une superficie de 244,8 km2. Sa création engendra de nombreuses expropriations de propriétés des habitants de la pointe. Le parc permet de découvrir la mer et la culture des pêcheurs de la morue. Des falaises impressionnantes à Cap-Bon-Ami sont des lieux de nichée de nombreux oiseaux marins. Avec son caractère plus sauvage, le parc national de la Gaspésie est située au cœur de la péninsule et recouvre la chaîne des Appalaches. Essentiellement composé de montagne, le parc contient les sommets les plus hauts du Québec, notamment les monts Jacques Cartier à 1 270 m et Albert à 1 154 m. C'est le parc resté le plus sauvage de la Gaspésie. Plus petit, le parc national de l'Île-Bonaventure-et-du-Rocher-Percé est situé dans la région de Percé au sud du parc national Forillon. Il couvre une superficie de 5,8 km2 avec cinq formations rocheuses dont l'extraordinaire rocher Percé posé au bord de la côte maritime et l'île Bonaventure, refuge des fous de Bassan. Enfin, le parc national de Miguasha est situé le long de la rivière Ristigouche et protège un site fossilifère vaste et riche datant de 370 millions d'années. Il est inscrit au patrimoine mondial de l'UNESCO depuis 1999.

### Réserves fauniques

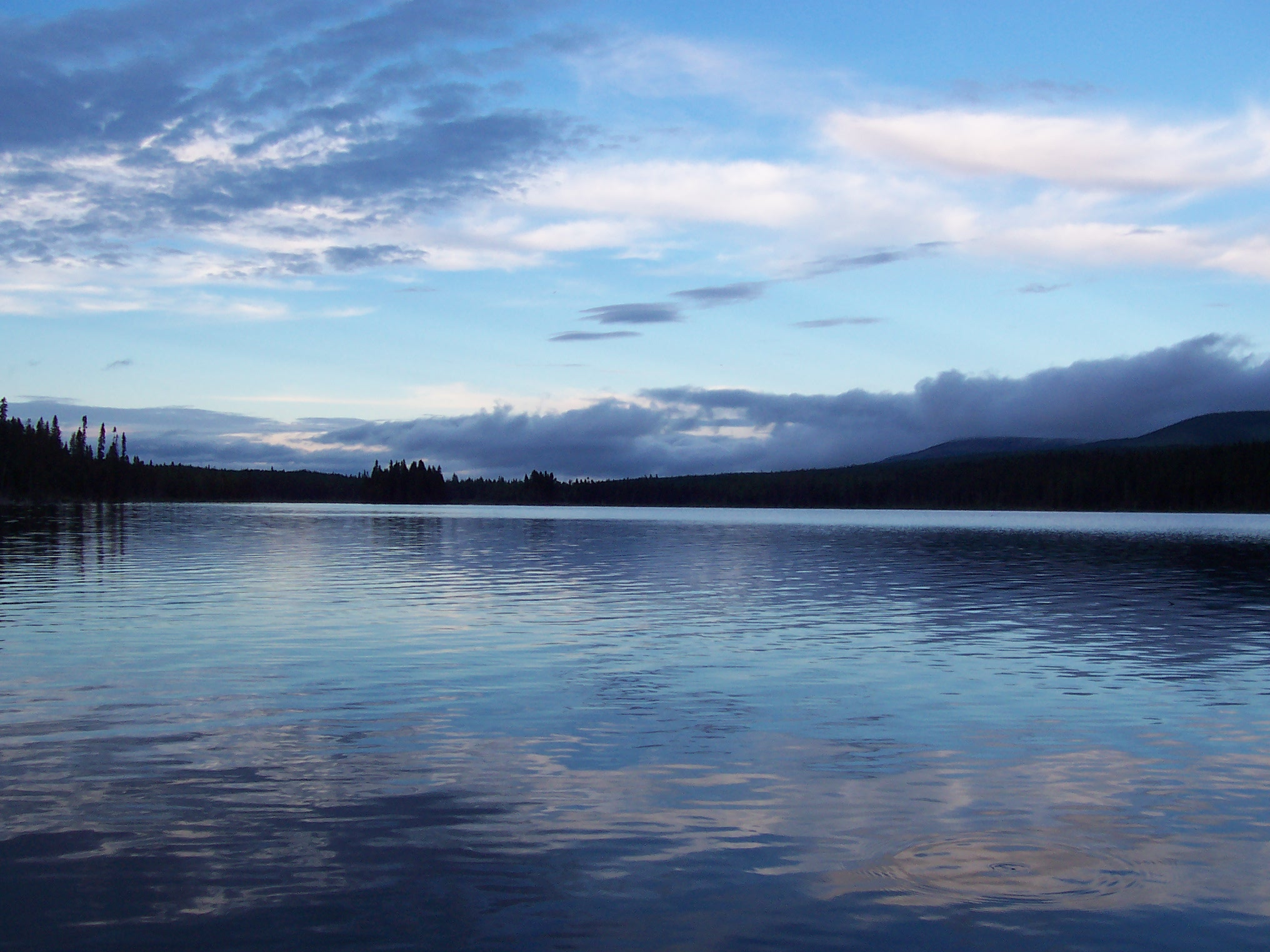
Paysage de l'étang à la Truite à la réserve faunique de Matane.

En plus des parcs nationaux, la Gaspésie détient plusieurs réserves fauniques gérées par la SEPAQ, Société des établissements de plein air du Québec. Ce sont des territoires voués à la préservation et à la découverte de la nature. Ce sont des zones dans lesquelles la chasse, la pêche et les activités sportives sont réglementées, définies par l'article 111 de la Loi sur la conservation et la mise en valeur de la faune. La péninsule gaspésienne compte huit réserves fauniques :
- réserve faunique de Dunière ;
- réserve faunique de Matane ;
- réserve faunique de Port-Daniel ;
- réserve faunique de Rivière-Cascapédia ;
- réserve faunique de Rivière-Sainte-Anne ;
- réserve faunique de Rivière-Saint-Jean ;
- réserve faunique des Chic-Chocs ;
- réserve faunique des Rivières-Matapédia-et-Patapédia.

### Zones d'exploitations contrôlées (zecs)

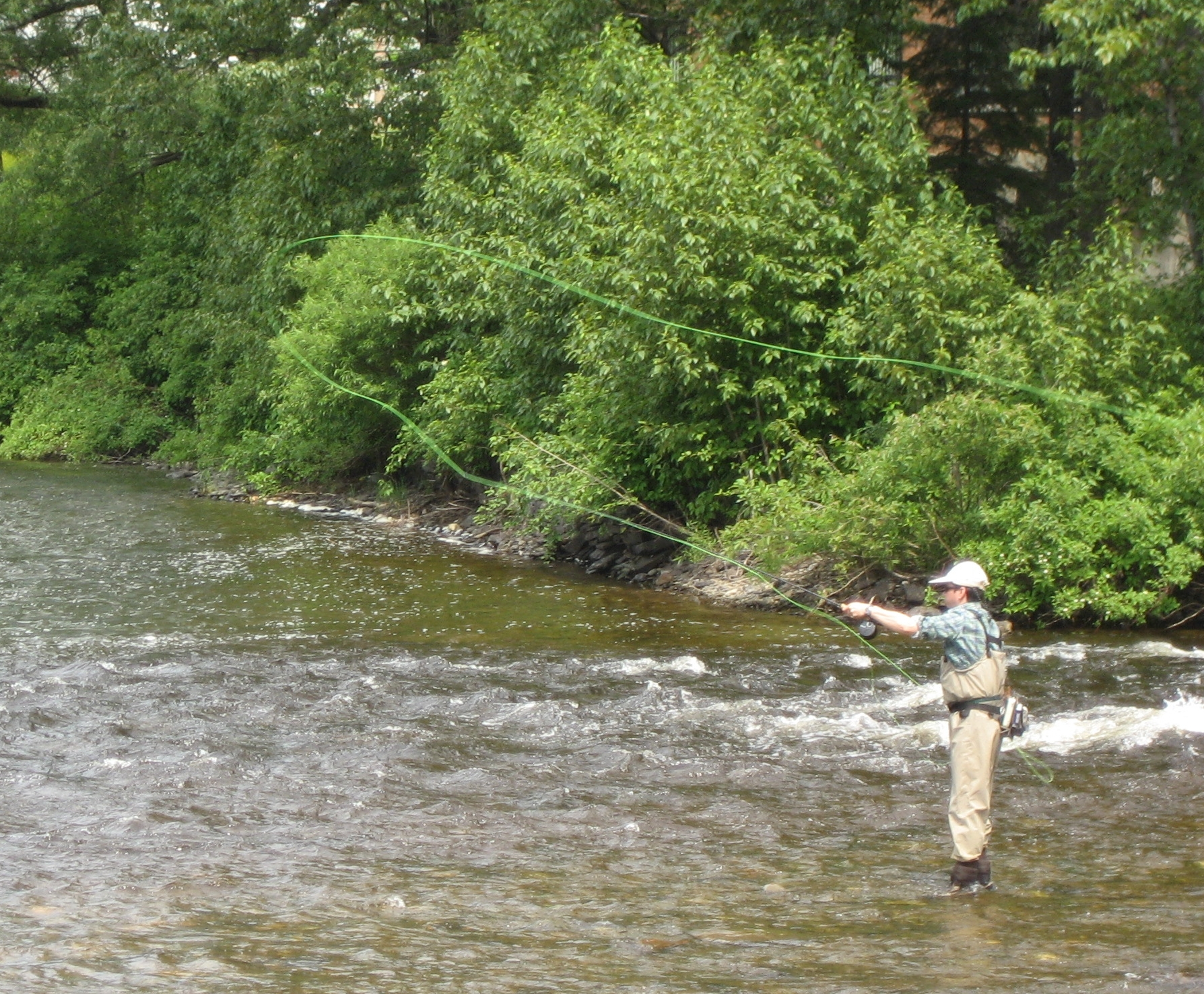
La pêche au saumon dans une zec de la rivière Matapédia.

Les zones d'exploitations contrôlées ou zecs, organismes à but non lucratif, sont des zones naturelles réglementées par l'article 104 de la loi sur la conservation et la mise en valeur de la faune, comme pour les réserves fauniques. Ces zones doivent respecter quatre grands principes: la conservation de la faune, l'accessibilité à la ressource faunique, la participation des usagers et l'autofinancement des opérations.
En Gaspésie, il existe quinze zecs sur les 86 zecs du Québec recouvrant une superficie de 1 205 km2. La plupart des zecs sont consacrées à la pêche sportive au saumon. Les activités avec prélèvement comme la chasse, la pêche et la cueillette sont soumises à un paiement donnant un droit d'entrée et d'utilisation. Ce prélèvement permet d'autoalimenter les zecs et d'assurer la sécurité des usagers. Les prélèvements sont ainsi décomptés et surveillés pour maintenir un renouvellement des espèces animales et florales dans les réserves.

## Transports

### Transport aérien

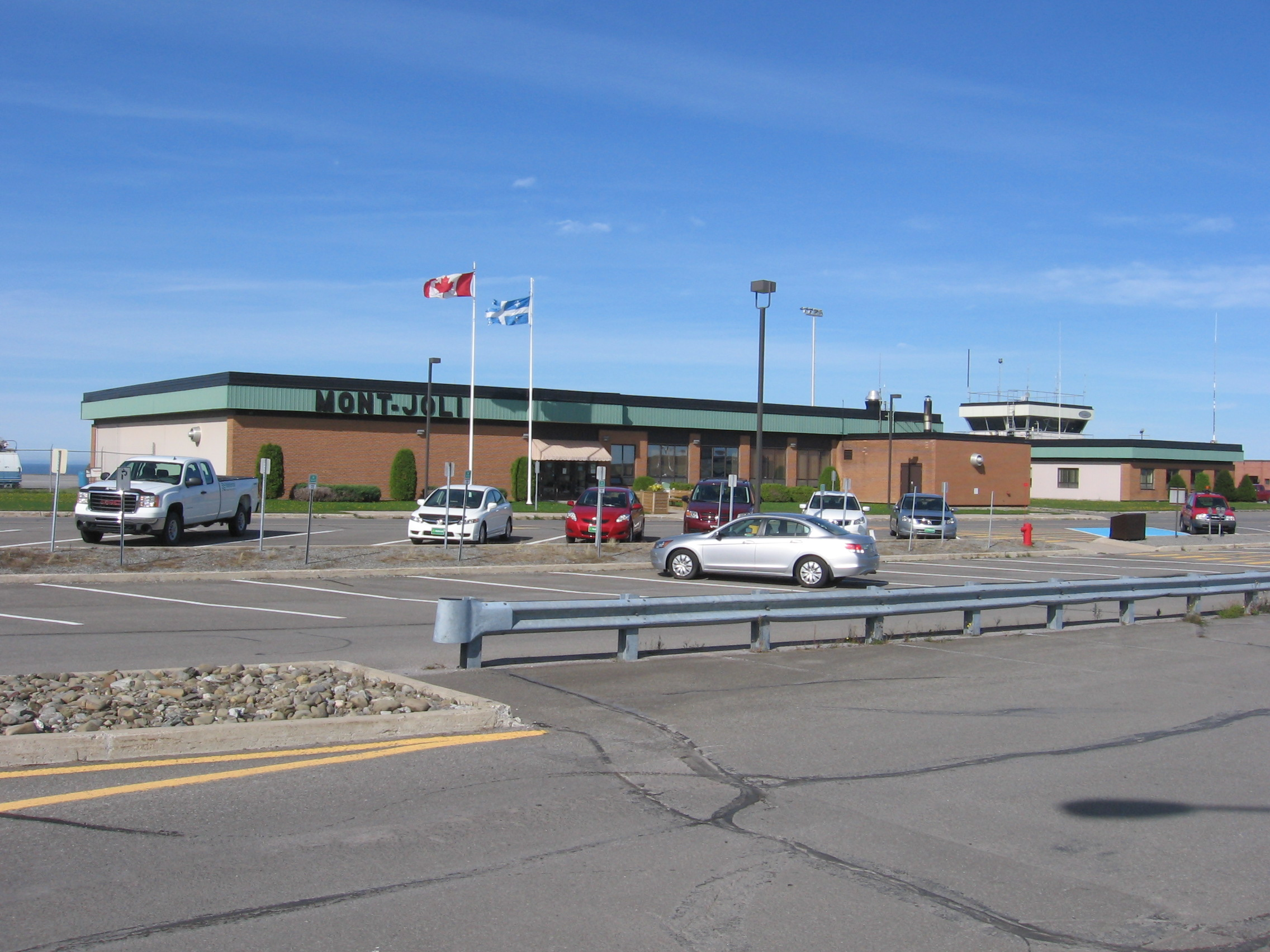
Aéroport de Mont-Joli.

La péninsule est desservie par les aéroports de Gaspé et de Mont-Joli. Des liaisons existent notamment avec la ville de Québec et les îles de la Madeleine.

### Transport fluvial
Un service de traversier permet de rejoindre Matane depuis Baie-Comeau (2 h 20 min) ou depuis Godbout (2 h 15 min) à travers le fleuve Saint-Laurent.

### Transport routier

#### Route 132

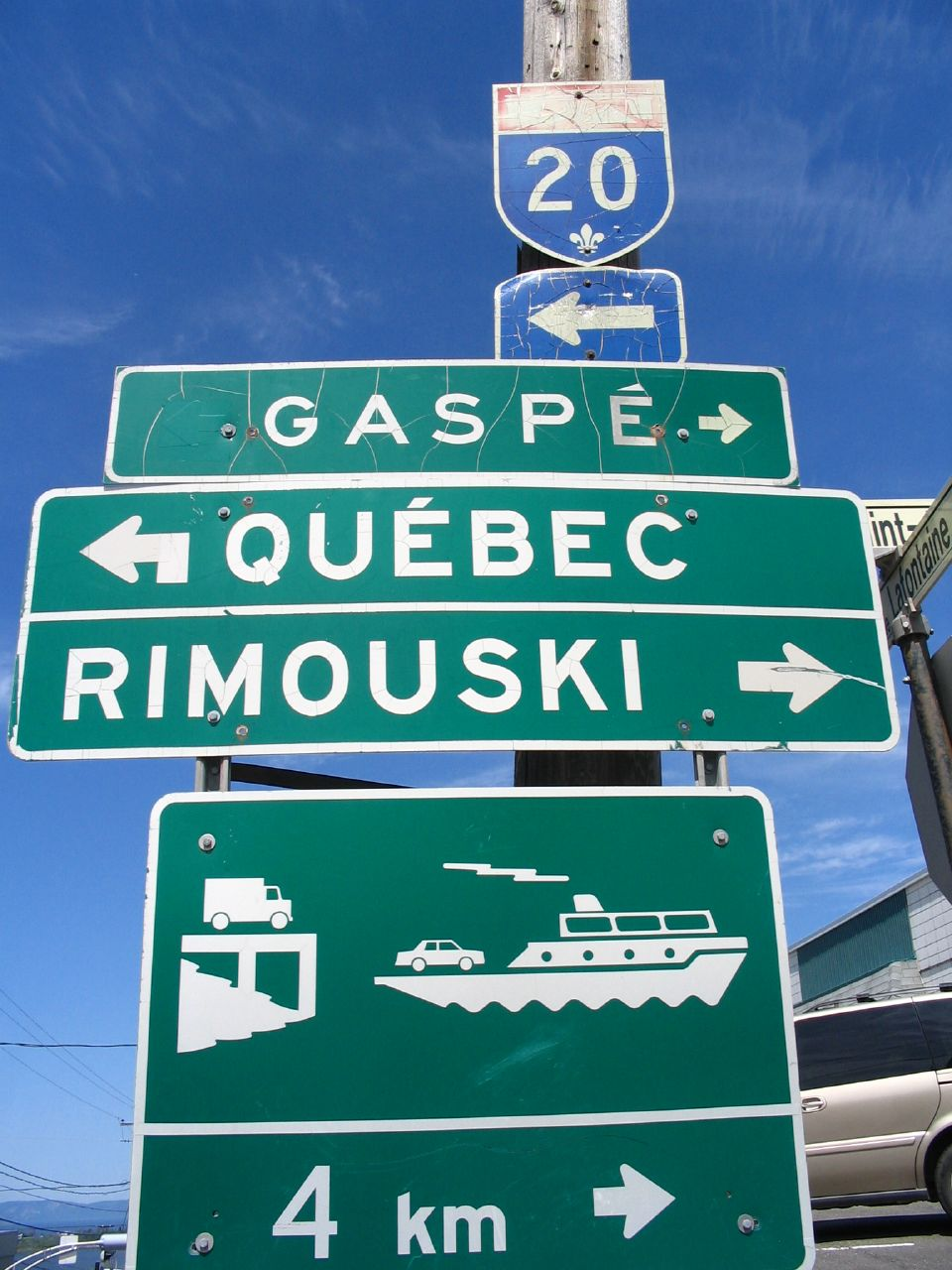
Panneaux de signalisation à Rivière-du-Loup vers Gaspé.

Elle permet de faire le tour complet de la Gaspésie et d'accéder à tous les attraits touristiques de la région. Elle fut achevée en 1929 après une décision de Joseph-Léonide Perron, ministre de la voirie. La route 132 porta en son honneur le nom de boulevard Perron, car elle permit de désenclaver la région et tous les villages qui la constituent et qui n'étaient accessibles que par la mer ou par des chemins cahoteux. Cette route permit aussi de favoriser le tourisme avec la construction d'infrastructures touristiques.
La route 132 contourne la Gaspésie en suivant les côtes et en reliant les villes et villages du Nord et du Sud. Elle traverse les cinq régions naturelles de la Gaspésie. Toutes les villes principales de la route 132 sont desservies par la compagnie d'autocars Orléans Express. Les points d’arrêts du réseau de la Régie intermunicipale de transport Gaspésie – Îles-de-la-Madeleine (RéGÎM) complètent les points d'arrêts d’Orléans Express qui offre désormais un service semi-express dans la péninsule. Keolis Canada et la RéGÎM travaillent ensemble pour assurer une information conjointe à la clientèle, aux habitants et coordonner les horaires de leurs véhicules.
Une autre route, la route 299 permet d'accéder au cœur de la Gaspésie et aux plus hauts sommets du Québec méridional.

## Patrimoine

### Phares

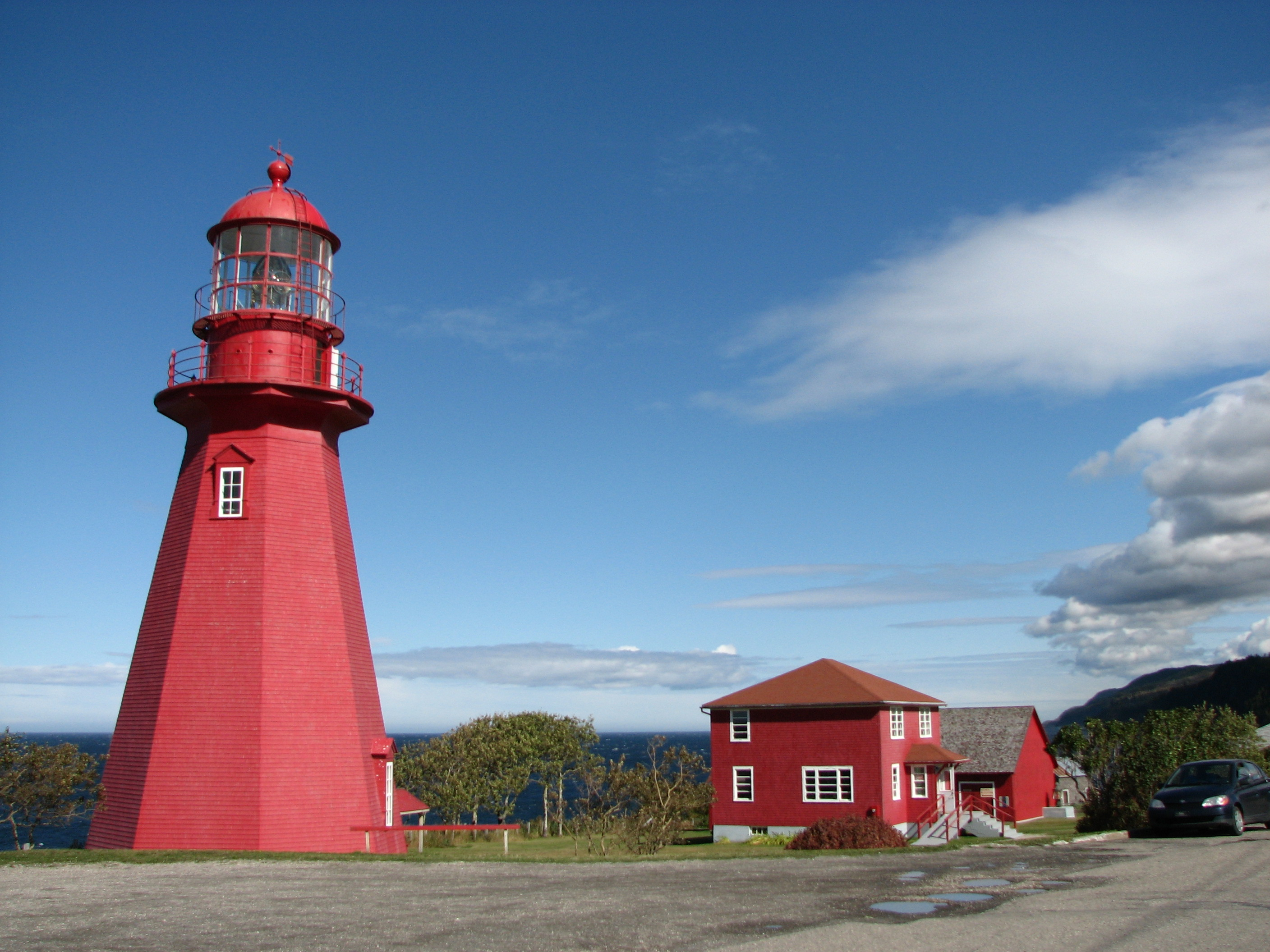
Le phare de La Martre.

En Gaspésie, les phares sont nombreux et divers car la navigation a toujours été dangereuse dans le golfe du Saint-Laurent et les différentes baies de la péninsule. Les premiers phares construits dans les années 1860 sont des tours de bois, carrées ou octogonales, pour des raisons économiques. Ces phares forment un réseau le long du golfe. Le phare de Cap-des-Rosiers classé monument historique est le premier érigé en Gaspésie en 1858.
Dans les années 1870, le gouvernement met en place un réseau télégraphique qui permet aux différents phares de suivre le parcours des navires. Le phare de La Martre est construit en 1876. Dans les années 1900, ce réseau devient sans fil et permet aux gardiens de phare de communiquer avec les bateaux. Plus tard, d'autres phares, cette fois en fonte, sont construits à Métis, à Cap-Chat, à Matane et à la Pointe-à-la-Renommée.

### Ponts couverts

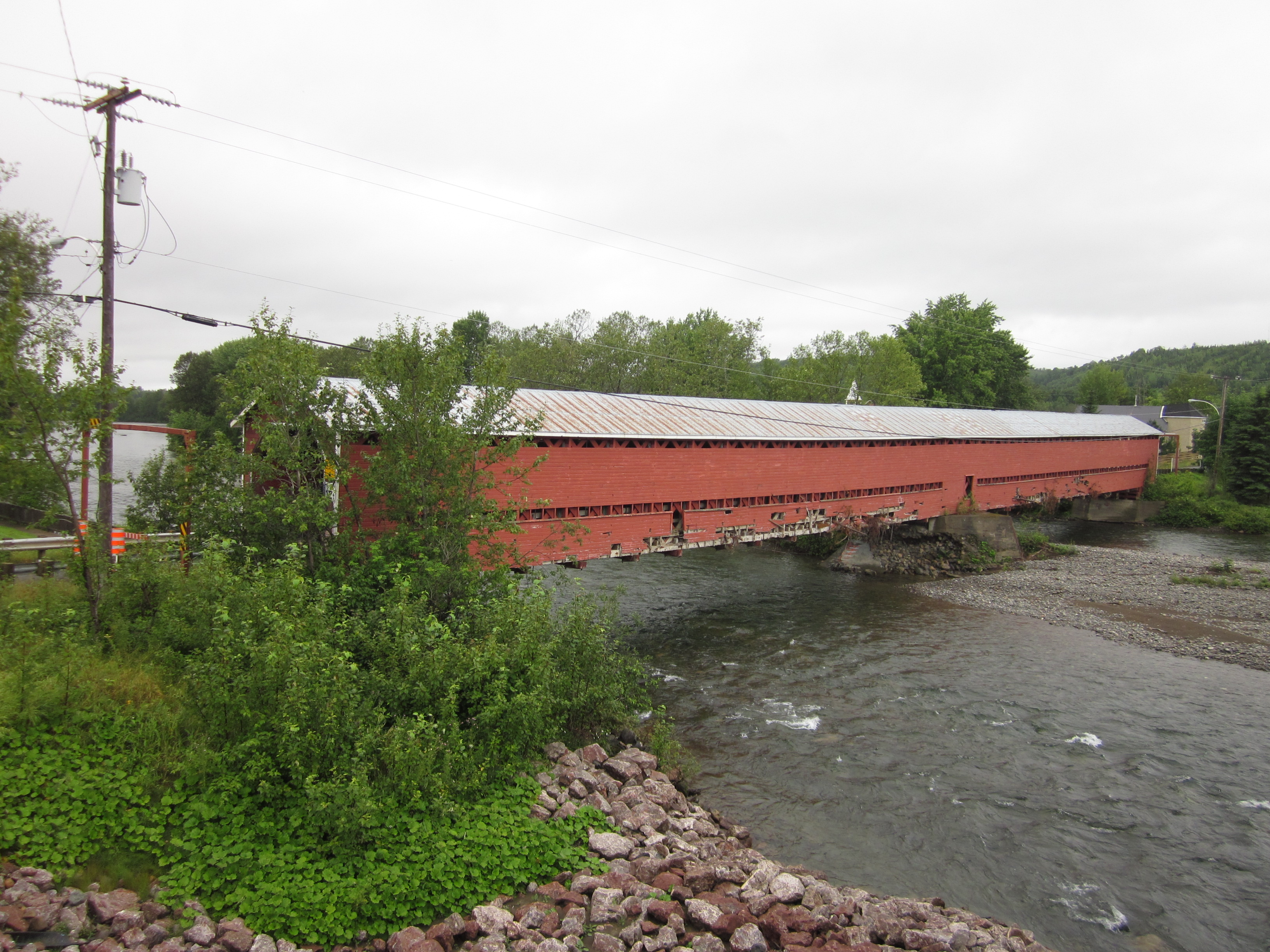
Le pont de Saint-Edgar.

La Gaspésie est connue pour ses dix ponts couverts en bois presque tous en service construits jusqu'en 1950. Cette particularité était autrefois économique car couvrir un pont permettait d'augmenter sa durée de vie en évitant la pourrissement du bois du tablier. Le toit est construit en bardeaux de cèdre et souvent teint en rouge sang de bœuf (la légende voulant qu'on mélangeait du sang animal à de l'huile pour l'étanchéité).
Le plus long des ponts couverts, d'une longueur de 89 mètres, est le pont de Saint-Edgar datant de 1938 sur la rivière Petite Cascapédia à New Richmond. Le pont Heppel datant de 1909 sur la rivière Matapédia est le plus vieux pont.

### Autres

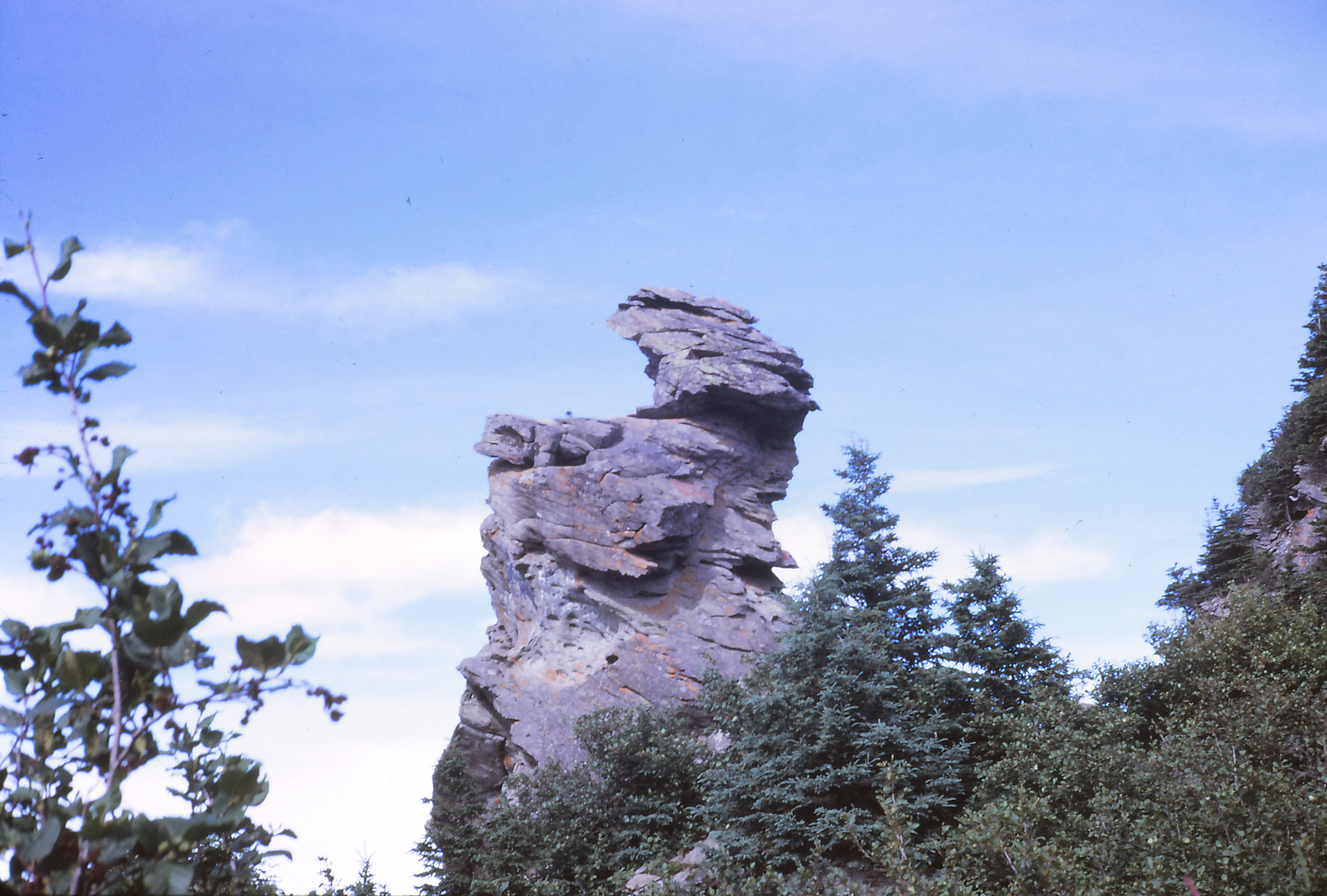
Le rocher de Cap-Chat.

- Le parc éolien Le Nordais se situe à Cap-Chat et compte 133 éoliennes dont la plus haute éolienne verticale du monde.
- Le rocher de Cap-Chat
- Le « musée-aquarium » Exploramer de Sainte-Anne-des-Monts
- Le synclinal du Mont-Saint-Pierre
- La vallée glaciaire de Mont-Saint-Pierre
- Le rocher Le Gisant à Grande-Vallée
- Le mont Jacques-Cartier dans le parc national de la Gaspésie
- La chute d'eau Sainte-Anne près du gîte du Mont-Albert dans le parc national de la Gaspésie
- Le gisement de géode du Mont Lyall
- La mine de cuivre de Murdochville
- La presqu'île de Forillon
- Le rocher Tête d'Indien à Saint-Georges-de-Malbaie
- Le rocher Percé et l'île Bonaventure
- Le magasin général historique et la vieille usine de L'Anse-à-Beaufils
- Le site historique Mary Travers Dite La Bolduc de Newport à Chandler (Québec)
- Le site historique du Banc de pêche de Paspébiac à Paspébiac
- Le Bioparc de la Gaspésie à Bonaventure
- La grotte de Saint-Elzéar
- Le barachois de Carleton
- Le mont Saint-Joseph (Carleton)
- Le parc national de Miguasha